# 岡山電気軌道

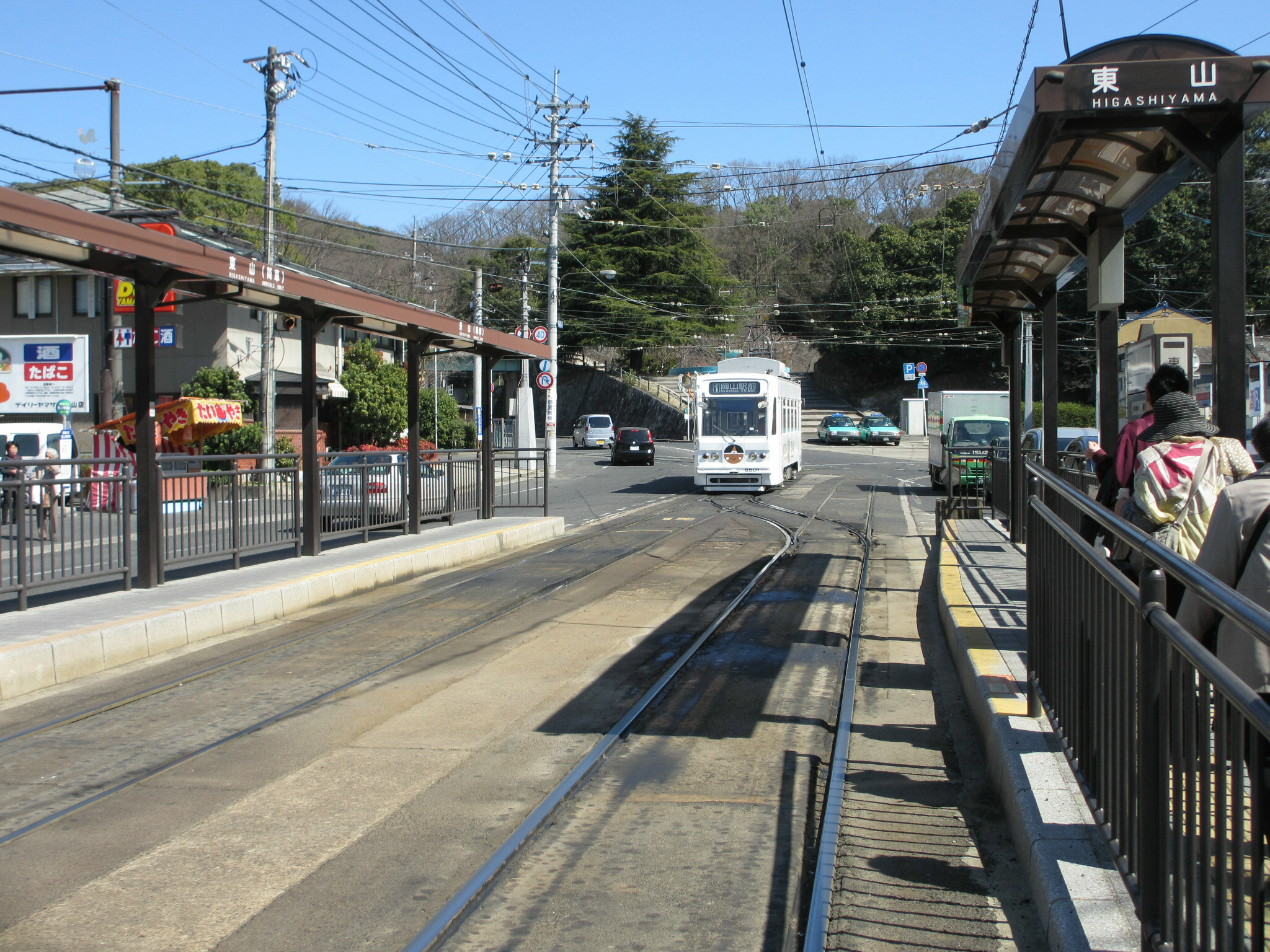
本社最寄りの東山・おかでんミュージアム駅停留場

岡山電気軌道株式会社（おかやまでんききどう、英: Okayama Electric Tramway Co., Ltd.）は、岡山県岡山市内で2路線の路面電車と、岡山市内で路線バス・貸切バスを運営している企業。両備グループの中核会社の一つである。
愛称は岡電（おかでん）。鉄道関係の書物などでは「岡山電軌」と略称している記述もあるが、地元ではこのような略称はほとんど使用されておらず、路面電車については、市内電車もしくは路面電車と呼ばれる事が多い。

## 概要
長崎電気軌道などとともに、明治時代創業の日本の鉄道会社の中で創業時から社名を一回も変更していない珍しい鉄道会社で2010年（平成22年）6月9日に創立100周年を迎えた（同年7月31日には親会社の両備ホールディングスが創立100周年を迎える）。
戦前は岡山市周辺の乗合バス事業で西大寺鉄道（後の両備バス、現在の両備ホールディングス）とお互いの傘下のバス会社同士が競争していたが、1935年に岡電・西大寺鉄道両者傘下のバス会社が合併して岡山バスが発足したことで終結にむかい、戦後1960年に両備バス出身の社長を迎えて以来（役員としては1952年から）、資本的にも人的にも両備ホールディングスとの繋がりが深い。現在は両備ホールディングスが岡山電気軌道の筆頭株主であり、また岡山電気軌道が両備ホールディングスの筆頭株主でもある。両備グループ代表で両備ホールディングス会長兼CEOの小嶋光信が社長を兼務し、両備グループの中核企業の一つとなっている。

かつての岡山電気軌道社章。現在は両備グループの共通社章が使用される。

### バス事業

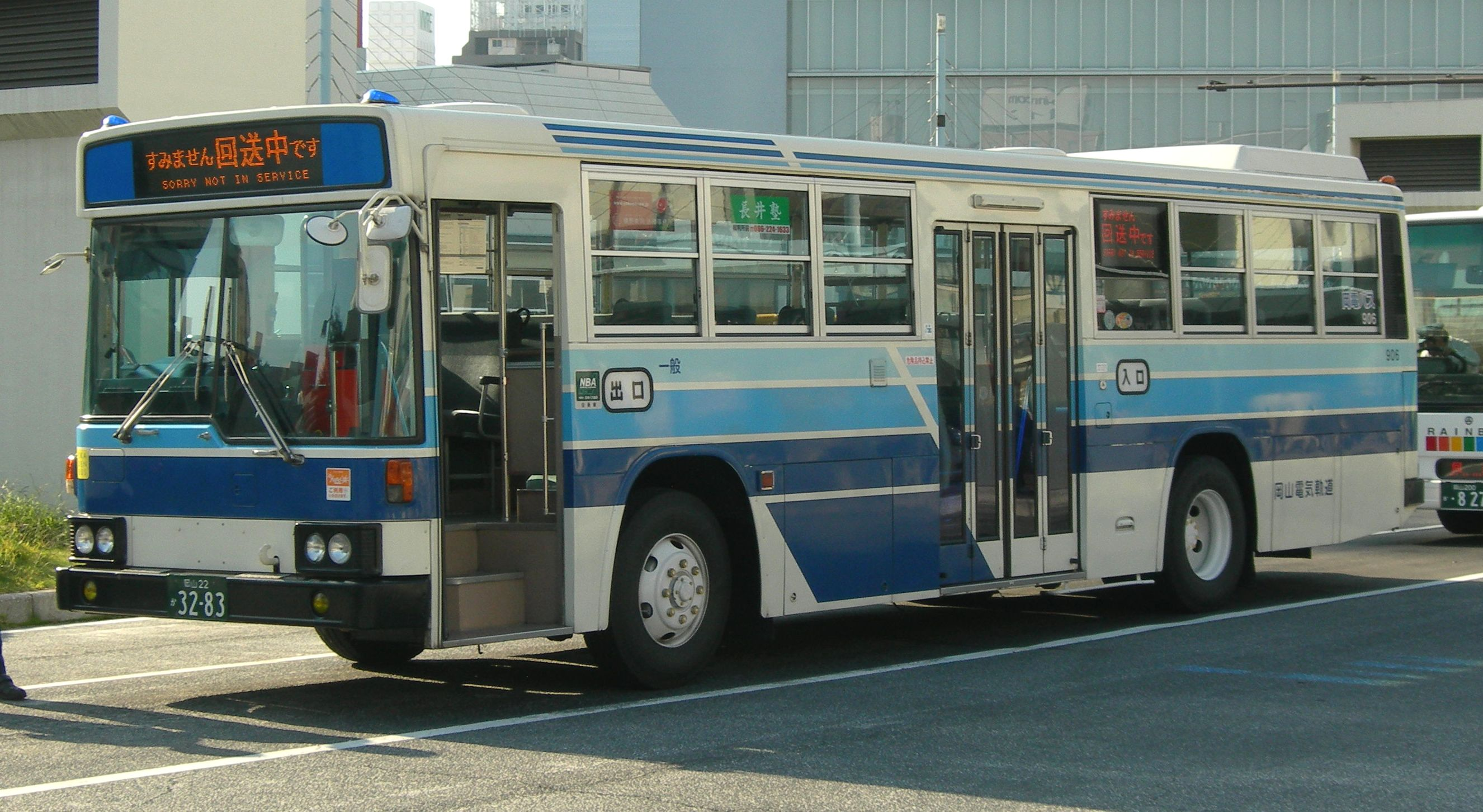
路線バス 岡山駅前にて

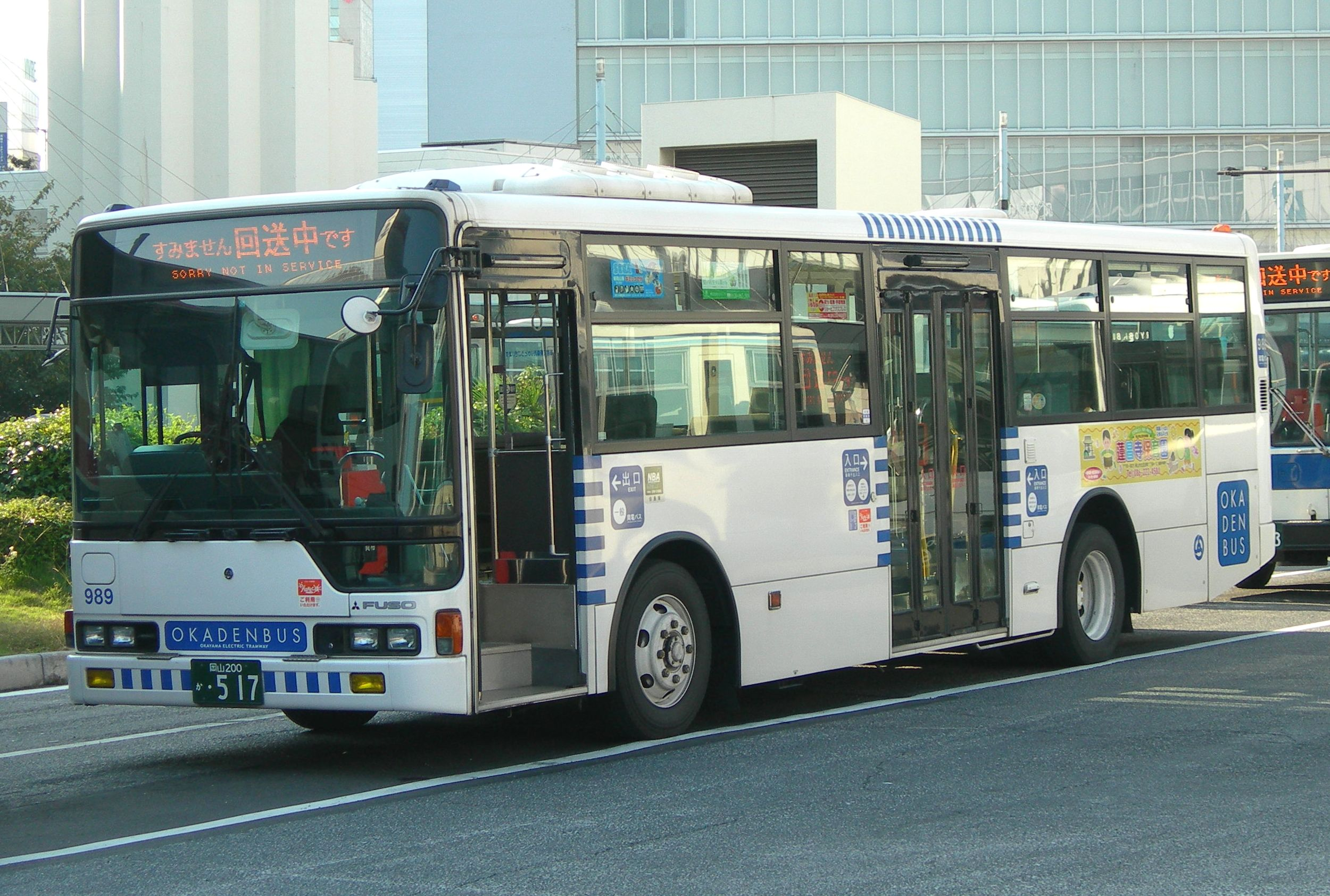
路線バス 岡山駅前にて

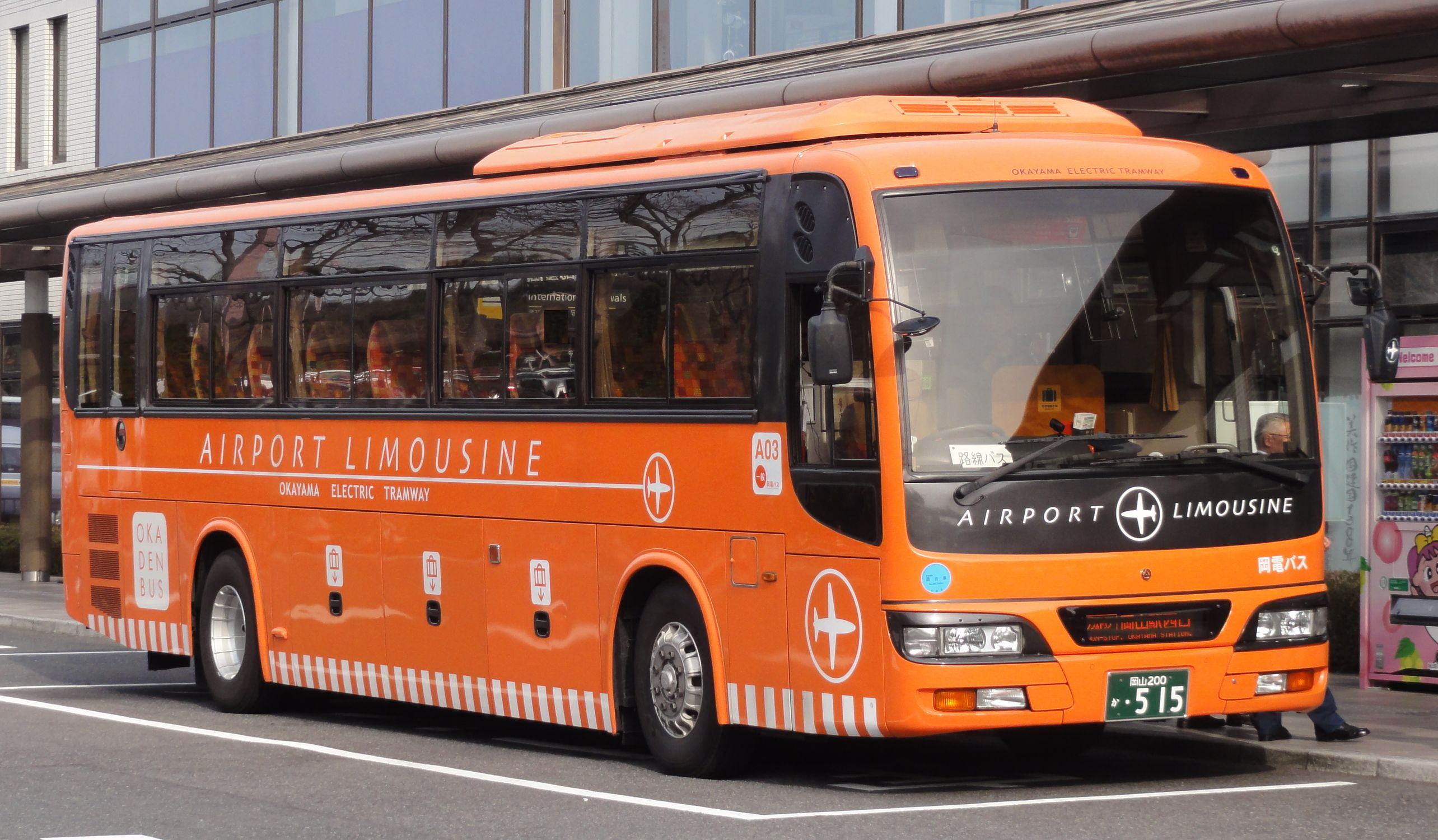
岡山空港リムジンバス 岡山空港にて

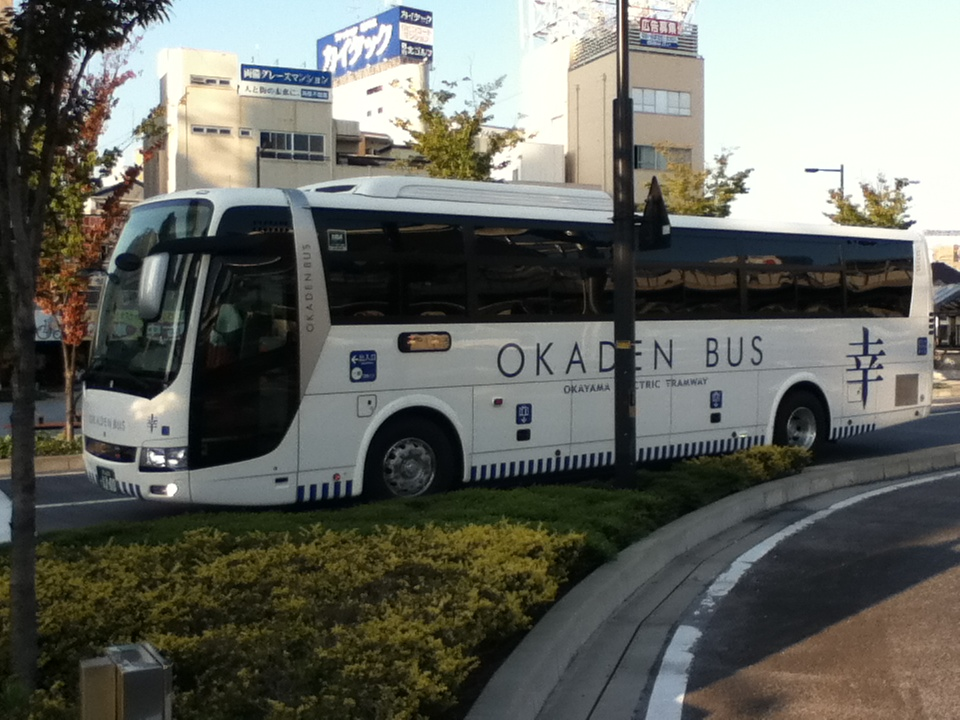
岡山空港リムジンバス 岡山駅西口にて

長年岡電バスが市内線、両備バスが郊外線および長距離バス・観光バスという棲み分けがされてきた。岡山市街の拡大に合わせて路線は広がったが、両備が持つ西大寺・玉野などのような高収益路線がなく、経営状況は必ずしも良好ではなかったため、1980年代には労使紛争も多発し、ストライキで市内交通が麻痺することもしばしば起きた。
その後不採算路線の廃止などの合理化で経営状況が安定する一方、両備グループがグループ経営を強化し、よりグループ内での結びつきが強くなっている。これは、下津井電鉄とは比較的関係が良好であるが、中鉄バスとは対立することが多いなど岡山県内のバス会社同士の関係が必ずしも良好ではないことから両備としては味方を増やし発言力を強める意味合いもある。
2003年4月に実施された中国ジェイアールバス（現・JRバス中国）両備線の運行移管時の協議のこじれが発端で、中鉄バスとの間に競合関係（岡山駅 - 中庄駅間の場合、同じ区間に両備バス・岡電・下津井電鉄の共同運行系統と中鉄単独系統の2系統が運行されている〈中鉄バスが2016年1月31日に撤退〉）が生じ、その後中鉄バスが運行していた岡山空港リムジンバスへの参入や、お互いの営業エリアに競合する新規路線を開設している。
2005年2月中鉄バスと神姫バスの共同運行で運行している岡山 - 神戸間の高速バス路線に、岡山電気軌道の単独運行で高速バス路線を開設して同路線に参入するなど、さらに熾烈さを増していた。
しかし、両備グループ2社（両備バス・岡山電気軌道）及び中鉄バスの3社が岡山県の公共交通システムを互いに協力することを目的として、2005年7月11日に両社社長の初回会談が行われ、2006年2月6日に調印式が行われた。2007年1月1日に岡山空港リムジンバスが中鉄バス・岡電バスの共同運行となり、1月4日に岡南飛行場線・労災病院線を岡電バスに、半田山ハイツ・津高台団地線・免許センター線を中鉄バスにそれぞれ一本化し、中鉄バスが運行していた新保・万倍線と泉田・福富西三丁目線、労災病院線（普通便）は岡電バスへ運行を移管した。2008年2月1日には、岡山 - 神戸間の高速バスも両備グループ内の高速バス事業効率化のため、両備ホールディングス（両備バス）へ運行移管した。2008年7月22日からは、国道53号線で岡電バスと中鉄バスがそれぞれ運行していた津高営業所線（岡電バス運行）、半田山ハイツ線・津高台団地線、国立病院線、運転免許センター線（いずれも中鉄バス運行）の4路線を両社の共同運行とし、国道180号線を運行する岡山駅 - 万成間を中鉄バスとの運行本数調整のために運行を休止した。

### 軌道事業

路線図（クリックで拡大）

軌道事業については路線長が短く、日本全国で最小規模とされる。懸案であった岡山駅構内への延伸が具体化している。加えて岡山市役所・岡山大学病院方面への延伸など様々な構想が浮かんでいる。
また2004年に鉄道事業廃止提出書を提出し、廃止が予定されていた南海電気鉄道の貴志川線の事業を引き継ぐことを2005年4月28日に発表し、子会社の和歌山電鐵が2006年4月1日に貴志川線の事業を南海電気鉄道から引き継いだ。他にも名古屋鉄道の岐阜地区600V線区（岐阜市内線・揖斐線・美濃町線・田神線）や日立電鉄、北海道ちほく高原鉄道の廃止後の受け皿として名前が浮上したが、これらは実現することなく廃線となっている（詳細は「事業撤退が表明された鉄道路線の運行支援」の節を参照）。
スルッとKANSAI協議会に加盟していて、2006年10月1日から両備ホールディングス（両備バス）・下津井電鉄と同時に非接触ICカードシステム「Hareca」（ハレカ）を導入し、PiTaPa、ICOCAの利用も可能になった。2017年10月1日からは、Hareca・PiTaPa・ICOCA以外のSuicaなどの交通系ICカード全国相互利用サービス対応のICカードも使用できるようになった。ただし、バス・路面電車内でチャージできるのはHarecaのみで、それ以外のICカードは運賃の支払いのみとなる（運賃表示器の下にチャージはHarecaのみ行う旨を記載した紙が貼られている）。そのためHareca以外のICカードを利用する場合は、乗車前にICOCA等対応の駅、バス停近所のコンビニ、イオン系列のスーパー（イオン、ザ・ビッグ、山陽マルナカ）でチャージしておく必要がある。なお、ICOCAで運賃を支払って利用明細（利用履歴）をJR西日本の駅で印字すると、利用駅欄の入場駅部分に「バス等」、出場駅部分にはバスに乗った場合には「岡電バ」、路面電車に乗った場合には「岡電軌」と表示される。

## 歴史
- 1910年（明治43年）
  - 5月21日： 創立[6]。
  - 6月9日： 設立登記[7]。

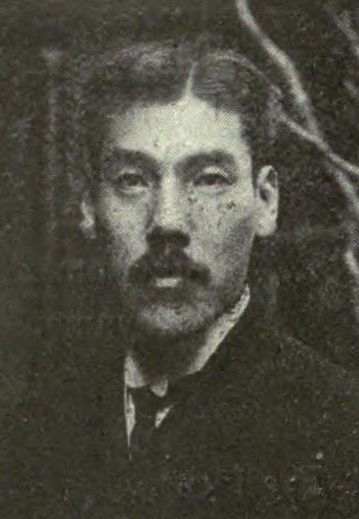
岡山電気軌道元社長の岸本信太郎（岸本銀行頭取）

- 1912年（明治45年）： 路面電車の営業開始。
- 1914年（大正3年）8月：岡山市の一部に電気供給事業（兼営）開始[8][9]。
- 1926年（大正15年）7月：電気供給事業を中国合同電気に譲渡[8][10]。
- 1929年（昭和4年）： 乗合自動車営業開始。
- 1950年（昭和25年）： 奥田営業所（バス、現：岡南営業所）開設。
- 1951年（昭和26年）： 貸切バス事業免許取得。
- 1956年（昭和31年）： 定期観光バス運行開始。京山ロープウェイ営業開始。
- 1963年（昭和38年）： 高屋営業所（バス）開設。
- 1965年（昭和40年）： 妙善寺町線に岡山県下初のワンマンバス運行開始。
- 1972年（昭和47年）： 津高営業所（バス）開設。
- 1975年（昭和50年）： 岡山県下で初めてバス専用レーンを実施。
- 1998年（平成10年）： 京山ロープウェー遊園廃業。貸切バス事業廃業。
- 1999年（平成11年）3月1日： 高屋営業所を廃止し、岡南営業所に統合。跡地にはTSUTAYA高屋店とオートバックス高屋店が出店。
- 2003年（平成15年）： 貸切バス事業再開。
- 2005年（平成17年）
  - 4月1日： 本社を東山（路面電車）から岡南営業所（バス）へ移転。
  - 4月28日： 南海電気鉄道貴志川線の事業引き継ぎを発表。
  - 6月27日： 南海貴志川線の事業を引き継ぐ子会社和歌山電鐵を設立。
- 2006年（平成18年）4月1日： 和歌山電鐵の営業開始。
- 2010年（平成22年）6月9日： 創立100周年を迎える。
- 2013年（平成25年）9月17日：本社を東山（路面電車）へ移転。

### 軌道
- 1912年（明治45年）

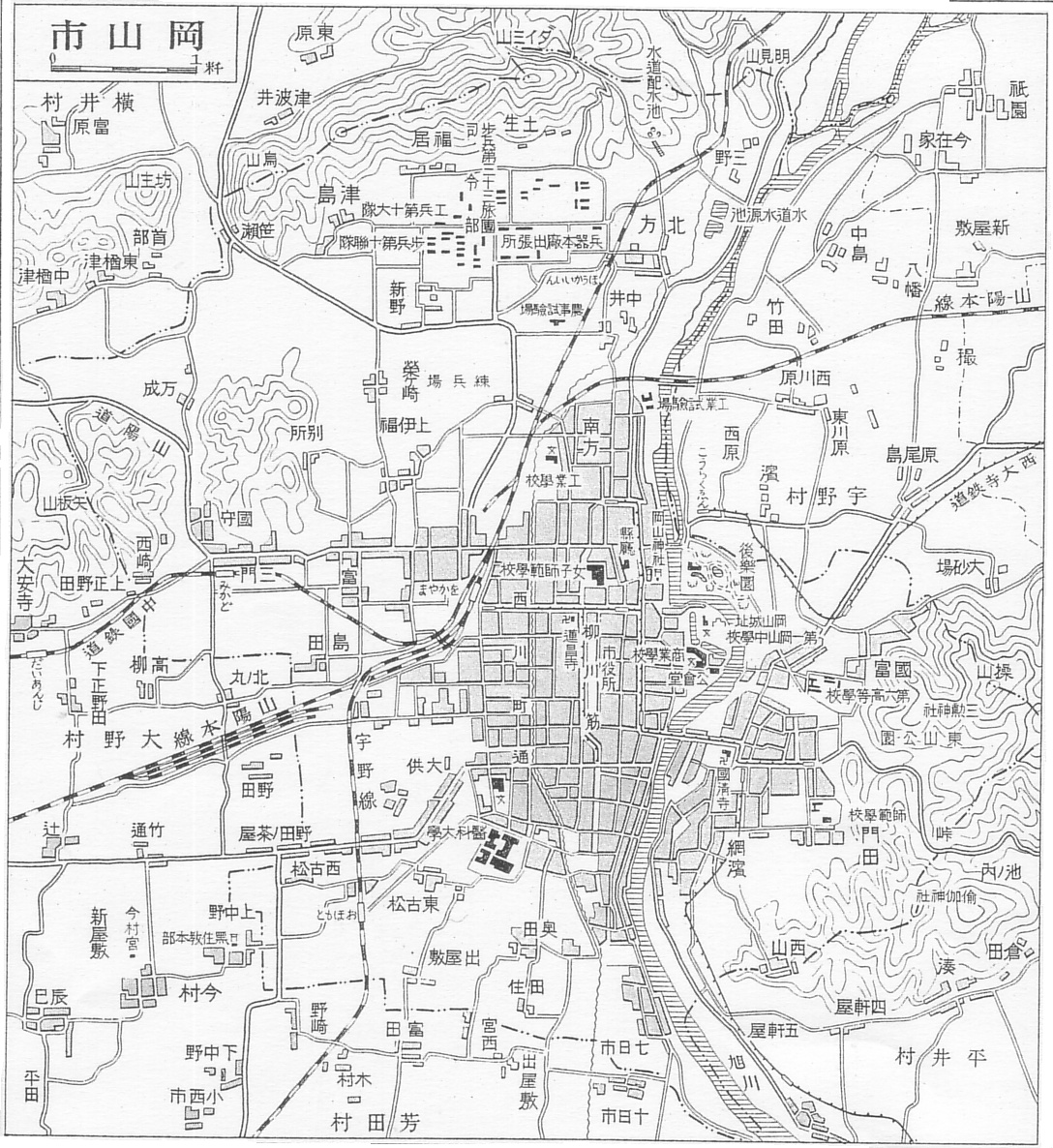
1930年頃（昭和初頭）の岡山市の地図。

  - 5月5日： 内山下線「駅前 - 内山下分岐」、内山下支線「内山下分岐 - 後楽園口」間で電車営業開始。
  - 6月1日： 内山下線「城下 - 西大寺町」間が開業。
- 1921年（大正10年）7月26日： 番町線が開業。
- 1923年（大正12年）7月9日： 旭東線「西大寺町 - 東山」間が開業。
- 1928年（昭和3年）3月18日： 柳川線「柳川 - 大雲寺町」（現在の大雲寺前）間が開業。
- 1946年（昭和21年）9月6日： 清輝橋線「大雲寺前 - 清輝橋」間が開業。柳川線を清輝橋線と改称。
- 1968年（昭和43年）6月1日： 番町線「城下 - 番町」間が廃止。
- 2005年（平成17年）3月16日： 路面電車全停留所の終日禁煙を実施。
- 2007年（平成19年）8月3日： 清輝橋線「大雲寺前 - 清輝橋」間に「東中央町停留所」が開業。
- 2016年（平成28年）3月8日：路面電車のロケーションシステムをリニューアルし、全国初の屋外型タッチパネル式サイネージを主要電停に複数台設置[11]。
- 2020年（令和2年）3月13日：岡山駅前広場への0.1 kmの延伸申請が特許される[12]。

### バス路線
- 2003年（平成15年）
  - 4月1日： 中国ジェイアールバス（現・JRバス中国）の岡山県内一般路線撤退に伴い、中庄線「岡山 - 中庄」間）・撫川線「岡山 - RSKバラ園・庄パークヒルズ」間を譲受し、両備バス・下津井電鉄との共同運行で運行開始。
  - 12月19日： 岡山空港リムジンバスの運行開始。専用車両[注釈 4]3台を岡南営業所に導入。
  - 12月21日： 「三野 - 岡山駅 - 津高台団地」線、「岡山駅 - 免許センター」線の運行開始。
- 2004年（平成16年）10月1日： 「岡山駅 - 市役所 - 清輝橋 - 東山」線と「津高営業所 - 京山口 - 岡山駅西口 - 東島田町 - 大供 - 千日前 - 東山」線のうち「津高営業所 - 岡山駅西口」間は継続運行、「岡山駅西口 - 東島田町」間は休止、「東島田町 - 東山」間を両備バスに移管する。
- 2005年（平成17年）
  - 2月5日： 「岡山（岡山駅前） - 神戸（三宮駅前・神戸ポートピアホテル）」間に、初の高速バス路線「OKADEN EXPRESS 神戸（岡電エクスプレス神戸）」を運行開始。
  - 2月23日： 「妙善寺 - 岡山駅 - 大学病院前」線と、りんりんバス青江線を休止。
  - 2月24日： 「妙善寺 - 岡山駅 - 津高台団地」線の運行開始。
  - 7月20日： 「岡山 - 神戸」線で、三ノ宮の乗場変更と、岡山側の区間延長（岡南営業所まで延長）、岡山商大前バス停新設。
- 2007年（平成19年）
  - 1月1日： 中鉄バスとの調印により、岡山空港リムジンバス「岡山駅 - 岡山空港」線を、岡山電気軌道単独運行から中鉄バスとの共同運行へ運行形態を変更。
  - 1月4日： 半田山ハイツ・津高台団地線・免許センター線を中鉄バス単独運行、岡南飛行場線・岡山駅→天満屋バスセンター→松浜町→労災病院系統を岡山電気軌道単独運行、新保・万倍線と泉田・福富西三丁目線、労災病院→松浜町→天満屋→岡山駅系統（普通便）の運行を中鉄バスから岡電バスへ移管する運行形態変更を実施。
  - 4月1日： 中鉄バスから移管された新保・万倍線と泉田・福富西三丁目線のうち、「大雲寺前 - 公園西」間と「泉田北 - 福富西3丁目」間の2区間を廃止し、泉田・福富西三丁目線は廃止、新保・万倍線は天満屋バスステーション - 岡山駅 - 水道局前 - 富田 - 新保北 - 新保・万倍（循環）の新ルートでの運行になる。
- 2008年（平成20年）
  - 2月1日： 高速バス「岡山 - 神戸」線の運行を両備ホールディングス（両備バス）へ移管し[注釈 5]、高速バス事業から撤退。
  - 7月22日： 国道53号線で岡電バスと中鉄バスがそれぞれ運行する津高営業所線（岡電バス運行）、半田山ハイツ線・国立病院線・免許センター線（いずれも中鉄バス運行）の4路線[注釈 6]を両社の共同運行に。国道180号線を運行する「岡山駅 - 万成」間を中鉄バスとの運行本数調整のために休止。また、おおもと病院・平田・北長瀬線[注釈 7]の運行を開始し、福祉センター線の名称を「おかやま福祉の郷線」に名称変更などの、大幅なダイヤ改正を実施。
- 2009年（平成21年）9月1日： 岡山理科大学の改良工事完了に伴い、理大東門線「岡山駅 - 理大東門」の運行開始
- 2010年（平成22年）
  - 4月1日： 庄パークヒルズ線「RSKバラ園口 - 庄新町 -若宮八幡神社」間の休止。また同路線を補う形として、RSKバラ園線（共同運行）の「RSKバラ園 - 花尻入口」が延長され岡電単独運行で運行開始。
  - 7月1日： 岡山空港リムジンバスの岡山駅案内所と発着場が、駅東口1番乗り場から駅西口21番乗り場へ移動。
  - 10月1日： 両備バスから岡山市内を運行する路線バス12路線[注釈 8]と桑野営業所・島田車庫が移管[13]。
- 2018年（平成30年）
  - 2月8日： 両備バスと岡電バスが、岡山市や倉敷市などを走る路線バス31路線を廃止すると発表[14]。
  - 3月14日： 両備バスと岡電バスが、岡山市や倉敷市などを走る路線バス31路線の廃止について撤回すると発表[15]。
- 2021年（令和3年）4月1日：両備ホールディングスと共に路線バス事業の共同経営を実施[16]。

### 運賃決済
- 1996年（平成8年）3月1日： バスと路面電車で岡山県共通バスカードを導入。
- 2001年（平成13年）8月6日： 岡電バスと路面電車が並んで運行している区間での定期券相互乗車開始。
- 2004年（平成16年）4月1日： 岡電バス・両備バス共通区間での両社定期券共通乗車を開始。
- 2005年（平成17年）
  - 1月22日： 岡山空港リムジンバスで電子マネー「Edy」の利用が可能に。
    - 空港リムジンバスでの電子マネー決済は日本全国初、下津井電鉄も同時実施（下津井電鉄についてはその後取り扱いを中止した）。
    - Edyが使えるのは、岡山駅と岡山空港設置の空港リムジンバス用乗車券発売機の使用時だけで、バス乗り場で待機している係員から乗車券を購入する場合、また途中停留所からの乗車の場合には使用できない。

  - 2月3日： 高速バスのインターネット予約システム運用開始（両備バスの「ネットdeバス」のシステムを使用）。
  - 9月18日： 岡電バスがスルッとKANSAIバスまつりに初参加。
- 2006年（平成18年）10月1日： 両備バス・下津井電鉄とともに、交通系非接触ICカードシステム「Hareca」（プリペイド方式ICカード）を導入。同時にPiTaPa・ICOCAの利用も可能に。
- 2008年（平成20年）
  - 7月1日： Hareca定期券のサービスを開始。従来の紙の定期券は継続時などに順次Hareca定期券に切り替えられる[注釈 9]。
  - 10月1日： 岡山県共通バスカードが廃止され扱い終了に。
- 2017年（平成29年）10月1日：交通系ICカード全国相互利用サービスを開始[5]。
- 2022年（令和4年）4月17日：路面電車1日乗車券をスマホアプリ「RYDE PASS」で販売開始[17]。

## 軌道事業

### 電車事業本部（軌道）
- 東山車庫
  - 岡山県岡山市中区徳吉町二丁目8番22号

### 路線
現有路線
全線、Harecaおよび全国相互利用サービス対応のICカードが利用可能。
- 1 ○H 東山本線 （岡山駅前 - 東山・おかでんミュージアム駅）
- 2 ○S 清輝橋線 （岡山駅前 - 清輝橋）

廃止路線
- 番町線 （城下 - 番町）

延伸・環状化が計画されている路線
- 短期
  - 大雲寺前 - 岡山芸術創造劇場 - 西大寺町・岡山芸術創造劇場ハレノワ前

- 中期 
  - 岡山駅東口 - 岡山市役所 - 大学病院
  - 岡山市役所 - 大雲寺
  - 城下 - 石山公園（岡山城・後楽園方面）
  - 岡山駅西口 - 岡山県総合グラウンド - 岡山大学（JR津山線乗り入れ）

- 長期
  - 大学病院 - 清輝橋
  - 清輝橋 - 岡南営業所 - 岡山赤十字病院

1995年の岡山商工会議所による駅・市役所・京橋西詰（岡山芸術創造劇場）・城下周辺の4拠点を結ぶ都心1kmスクエア内の環状化計画の提言を発端に、市民団体である「岡山の都市と未来を考える会（RACDA）」が積極的に市に要望をしており、2010年には前年に岡山市が政令指定都市に格上げされたのを機に岡電の親会社である両備グループが「エコ公共交通大国おかやま構想」と題して電車の延伸・環状化などの提言を市に行った。その後市長が代わり2014年頃から駅前乗り入れを始めとした延伸計画が具体化され、2020年に「岡山市路面電車ネットワーク計画」を策定し、短期・中期・長期に分けて段階的に整備を進めることとなった。
岡山駅乗り入れについては2022年度の供用開始を目指して2018年度より本格的に事業が始まったものの、新設する軌道の真下にある地下街の休業補償対象の店舗が倍増したこと、全ての通路を封鎖して行う予定であった軌道敷設による地下街の補強工事が建築基準法に抵触する恐れから通路の確保が常時必要になったことにより予算と工期が増加したため2025年度内の工事完了を目指す。と同時に新型コロナウイルス感染症の流行状況を加味しながら随時短期区間も整備する方針。

### 運賃
- 大人140円（東山本線岡山駅前 - 県庁通り間・清輝橋線柳川 - 郵便局前間は120円）[注釈 10]

#### 過去の運賃
大人（昭和37年以降）
- 1962年（昭和37年）2月6日〜 　 15円
- 1965年（昭和40年）10月3日〜　20円
- 1969年（昭和44年）5月1日〜 　 25円
- 1971年（昭和46年）5月10日〜　30円
- 1973年（昭和48年）6月1日〜 　 40円
- 1974年（昭和49年）12月1日〜　60円
- 1977年（昭和52年）5月18日〜　70円
- 1979年（昭和54年）1月28日〜　80円
- 1982年（昭和57年）1月9日〜 　 90円
- 1983年（昭和58年）7月1日〜　100円
- 1984年（昭和59年）1月10日〜 110円
- 1984年（昭和59年）7月1日〜　120円
- 1986年（昭和61年）10月1日〜 130円
- 1989年（平成元年） 10月1日〜 140円

### おかでんチャギントン電車
2018年1月12日、同年内にイギリスのアニメ『チャギントン』とコラボレーションした観光電車の運行を開始することが発表された。正式名称は「おかでんチャギントンリアル電車・ウィルソン／ブルースター号」（通称：ウィルソン／ブルースター号）で、車両デザインは水戸岡鋭治が担当し、ボンバルディア・トランスポーテーションが製造、新潟トランシスが組み立てと改造を行う。定員は1両あたり34人（子供12人、大人24人を想定）。
2018年10月23日、車両（9200形1081）が東山車庫に搬入された。2019年3月16日から岡山駅前 - 東山・おかでんミュージアム間で運行を開始した。
全席予約制で、料金は電車運賃・おかでんミュージアム入館料・路面電車1日乗車券・乗車記念品のセットで平日が大人3,400円・小児1,900円、土日祝日および春休み・夏休み・冬休み期間が大人3,500円・小児2,000円。乗車券はローソンチケットのウェブサイト、ローソンやミニストップに設置されているLoppiで購入できる。

### 車両
2019年9月現在

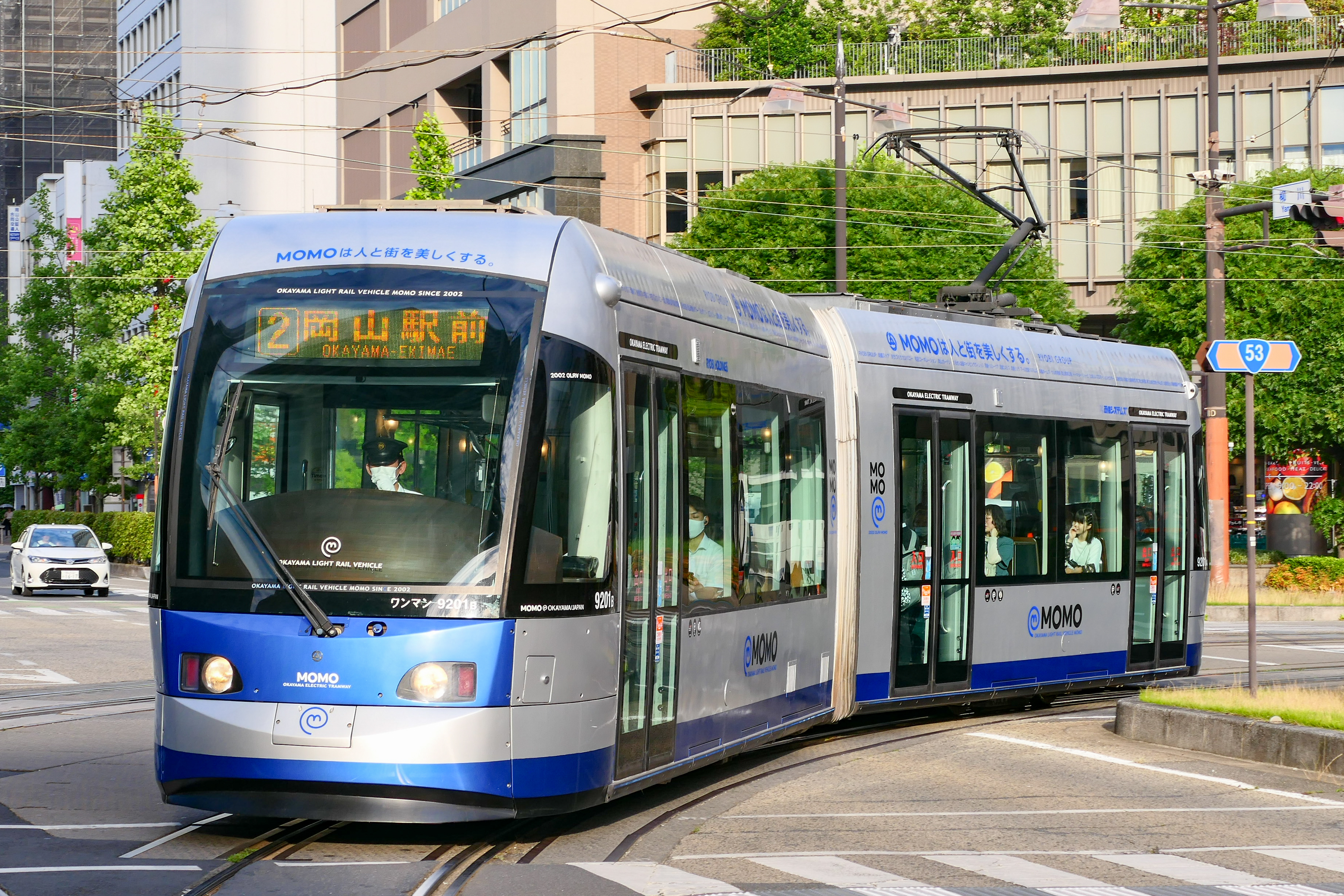
9200形電車「MOMO」

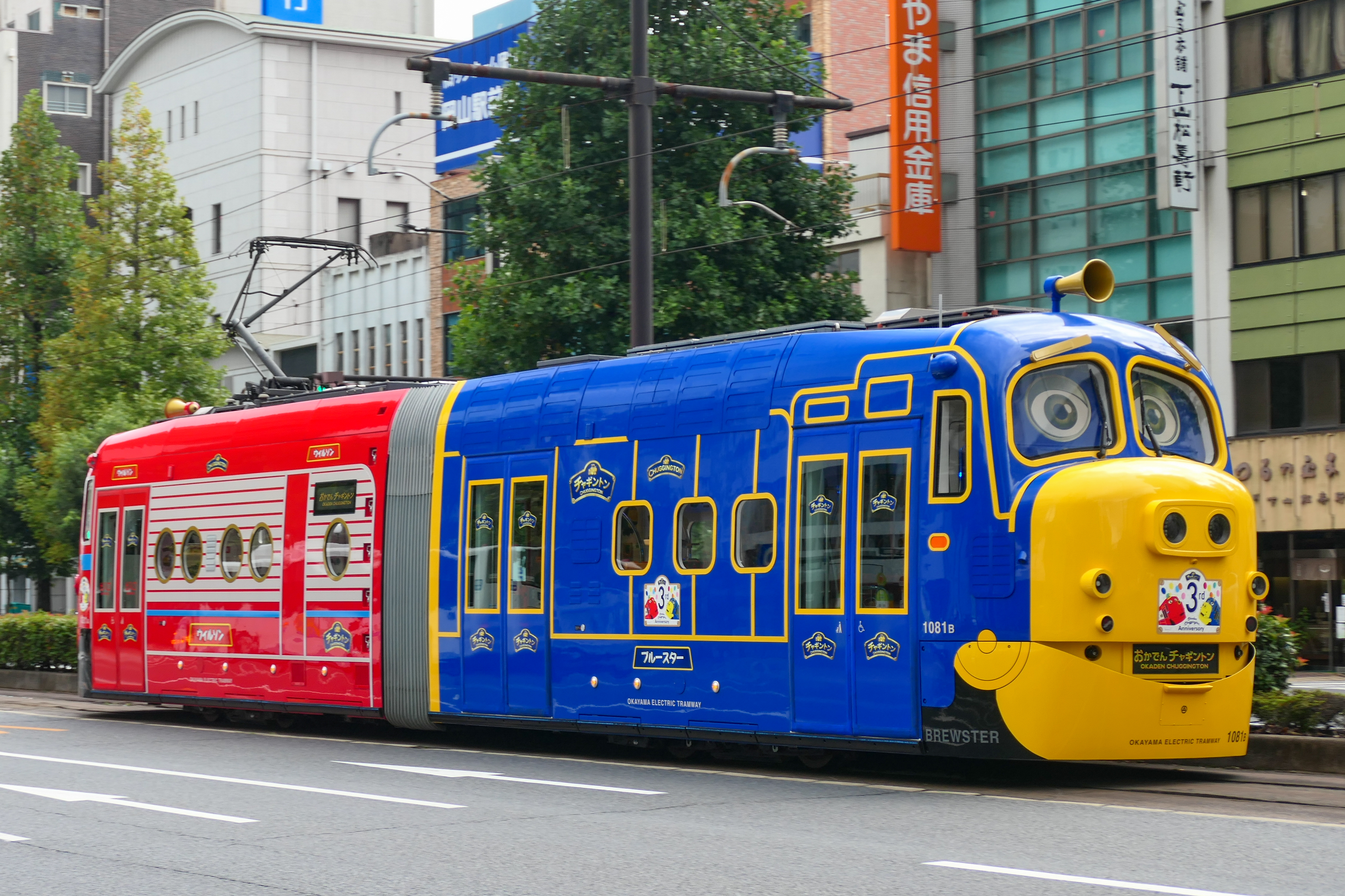
9200形電車「おかでんチャギントン」

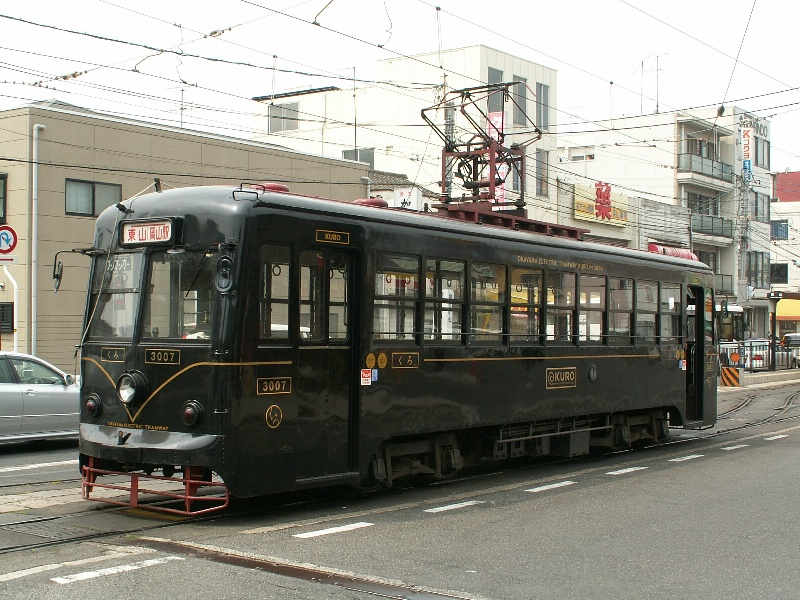
3000形電車「KURO」

- 3000形 2両 (3005, 3007) - 元東武日光軌道線100形。東武日光軌道線塗装・KURO、いずれも非冷房
- 7000形 2両 (7001, 7002) - 2000形（元呉市電800形）の機器流用車、7001は2代目「たま電車」[注釈 11]
- 7100形 2両 (7101, 7102) - 1000形（元秋田市電200形）の機器流用車、7101は初代「たま電車」[注釈 11]。
- 7200形 2両 (7201, 7202) - 3500形（元大分交通別大線500形）の機器流用車。
- 7300形 2両 (7301, 7302) - 2500・2600形（元呉市電700・600形）の機器流用車。
- 7400形 1両 (7401)
- 7500形 1両 (7501)
- 7600形 1両 (7601)
- 7700形 1両 (7701) - 2500形の機器流用車。
- 7900形 5両 (7901, 8101, 8201, 8301, 8501)
- 9200形 3編成 (9201, 1011, 1081) - MOMO・MOMO2・おかでんチャギントン

9200形以外の車両には「石津式（もしくは岡電式、岡軌式）」と称される独自のパンタグラフが装備されている。空気圧やバネの力ではなく下部に組み込まれた錘の重力で架線に追従させるものである。高速走行での追従性に難があるが、構造が単純であるため保守しやすい特徴がある。
また、中央分離帯上にある島式ホームの電停と日本では一般的な相対式ホームの電停の両方が存在し、電停により乗降車する扉の左右方向が異なるため、9200形をのぞきすべて前後2扉の車両になっている。また9200形も同様の理由により運転台寄りは左右両方に扉を設置している。

#### 過去の車両
- 10形 - 1912年製の木製4輪単車。

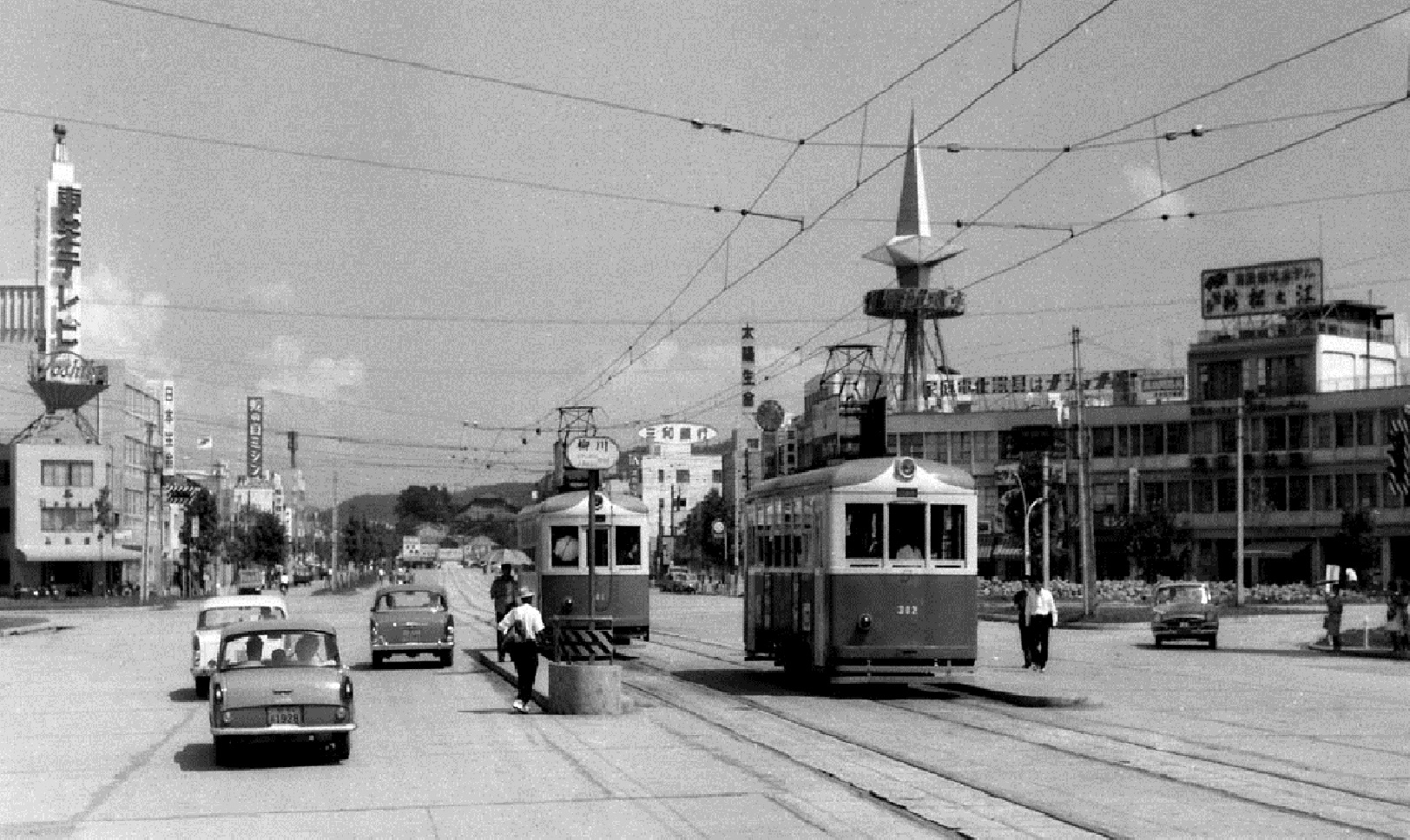
柳川電停の300形電車風景。1960年（昭和35年）夏に撮影。

- 100形 - 1928年より導入された日本車両本店製の木製4輪単車。後に木骨のまま鋼板張りに改造。
- 300形 - 1950年より10形の下回りに自社工場製鋼製車体を架装した改造車。
- 1000形 - 元秋田市電200形。
- 2000形 - 元呉市電800形。
- 2500形 - 元呉市電700形。
- 2600形 - 元呉市電600形。
- 3500形 - 元大分交通別大線500形。
- 3800形 - 元名古屋市電1550形。

#### 車両数の変遷
| 年度       | 2500形 | 2600形 | 3000形 | 3500形 | 3800形 | 7000形 | 7100形 | 7200形 | 7300形 | 7400形 | 7500形 | 7600形 | 7700形 | 7900形 | 9200形 | 合計 （うち冷房車） |
| ---------- | ------ | ------ | ------ | ------ | ------ | ------ | ------ | ------ | ------ | ------ | ------ | ------ | ------ | ------ | ------ | ------------------- |
| 1982       | 2      | 1      | 9      | 2      | 2      | 2      | 2      |        |        |        |        |        |        |        |        | 20(4)               |
| 1983       | 2      | 1      | 9      | 2      | 2      | 2      | 2      |        |        |        |        |        |        |        |        | 20(6)               |
| 1984       | 1      |        | 9      |        | 2      | 2      | 2      | 2      | 2      |        |        |        |        |        |        | 20(8)               |
| 1985       | 1      |        | 9      |        | 2      | 2      | 2      | 2      | 2      | 1      |        |        |        |        |        | 21(9)               |
| 1986       | 1      |        | 9      |        | 1      | 2      | 2      | 2      | 2      | 1      | 1      |        |        |        |        | 21(10)              |
| 1987       |        |        | 9      |        |        | 2      | 2      | 2      | 2      | 1      | 1      | 1      |        |        |        | 20(11)              |
| 1988       |        |        | 9      |        |        | 2      | 2      | 2      | 2      | 1      | 1      | 1      | 1      |        |        | 21(12)              |
| 1989       |        |        | 9      |        |        | 2      | 2      | 2      | 2      | 1      | 1      | 1      | 1      |        |        | 21(12)              |
| 1990       |        |        | 8      |        |        | 2      | 2      | 2      | 2      | 1      | 1      | 1      | 1      | 1      |        | 21(13)              |
| 1991       |        |        | 8      |        |        | 2      | 2      | 2      | 2      | 1      | 1      | 1      | 1      | 1      |        | 21(13)              |
| 1992       |        |        | 7      |        |        | 2      | 2      | 2      | 2      | 1      | 1      | 1      | 1      | 2      |        | 21(14)              |
| 1993       |        |        | 5      |        |        | 2      | 2      | 2      | 2      | 1      | 1      | 1      | 1      | 3      |        | 20(15)              |
| 1994       |        |        | 5      |        |        | 2      | 2      | 2      | 2      | 1      | 1      | 1      | 1      | 4      |        | 21(16)              |
| 1995       |        |        | 4      |        |        | 2      | 2      | 2      | 2      | 1      | 1      | 1      | 1      | 4      |        | 20(16)              |
| 1996- 2002 |        |        | 3      |        |        | 2      | 2      | 2      | 2      | 1      | 1      | 1      | 1      | 5      | 1      | 21(18)              |
| 2003- 2011 |        |        | 3      |        |        | 2      | 2      | 2      | 2      | 1      | 1      | 1      | 1      | 5      | 2      | 22(19)              |
| 2012- 2018 |        |        | 2      |        |        | 2      | 2      | 2      | 2      | 1      | 1      | 1      | 1      | 5      | 3      | 22(20)              |

- 1982・83年は1月1日現在、84年以降は4月1日現在
- 『私鉄車両編成表』各年版、ジェー・アール・アール

### 車両番号
車両には4桁の番号が付けられており、以下の法則に基づいている。
例：9201、1011
| 2009年まで | 92   | 01       |
| 2010年から | 101  | 1        |
|            | 形式 | 固有番号 |

- 形式
3000形は30
3000形以外は導入年の西暦-1910（創立年の1910年を基準としているため）、2002年導入のMOMOまでは2桁だったが、2011年導入のMOMO²からは3桁である。
- 固有番号
前2桁もしくは前3桁ごとの連番。形式と固有番号を合わせて4桁となるように付与。

## バス事業

### 概要
一般路線は、岡山駅・天満屋バスステーションをターミナルとして、岡山駅近郊で、比較的短距離の路線を運行し、住宅地・団地・大学・病院への輸送に従事している。このほか、岡山駅と岡山空港とを結ぶ連絡バスも運行している。
詳しくは、会社全体の概要項を参照のこと。

### 拠点

#### 営業所（車庫）所在地
- 自動車事業本部・岡南営業所
岡山県岡山市北区岡南町一丁目14番41号
- 岡南営業所岡南飛行場出先車庫
岡山県岡山市南区浦安南町
- 津高営業所
岡山県岡山市北区津高804番地の1
- 桑野営業所
岡山県岡山市中区桑野512番地7号
- 桑野営業所島田車庫
岡山県岡山市北区東島田町一丁目10番

※桑野営業所は、両備バスから移管。

#### 過去にあった営業所
- 高屋営業所
岡山県岡山市中区高屋
- 津高営業所RSKバラ園出先車庫
岡山県岡山市北区撫川

#### 主なターミナル
- 岡山駅
- 天満屋バスセンター
- 杜の街バスターミナル
- 岡南営業所
- 津高営業所

### 高速バス

#### 過去の路線
- OKADEN EXPRESS 神戸を運行していたが、2008年2月1日から両備バスへ運行を移管した。

### 岡山桃太郎空港リムジンバス
杜の街・岡山駅 - 岡山桃太郎空港
杜の街 - 岡山駅西口 - 岡山桃太郎空港（ノンストップ）
杜の街 - 岡山駅西口 - スポーツセンター前 - 岡山大学筋 - 岡山桃太郎空港（B特急便）
共同運行：中鉄バス
- 岡山駅西口バスセンター（岡電バス窓口とリムジンバス乗車券券売機）、岡山桃太郎空港バス乗り場券売機では、全国相互利用サービス対応のICカード（岡山桃太郎空港のみ）・楽天Edy・WAONでのリムジンバス乗車券購入が可能。
- 全便Harecaおよび全国相互利用サービス対応のICカードが利用可能。空港バスチケットサービスにも対応していたが、2008年3月31日をもって終了となった。
- 岡南営業所所属の専用車（ハイデッカー、4列シート）による運行。一部の便は「おかでんチャギントンリムジンバス」（三菱ふそう・エアロエース）による運行。

### 路線バス
各路線の共通区間において、両備バスとの定期券共通乗車が可能となっている。また、下津井電鉄との共同運行路線である汗入線、岡山駅 - 中庄駅線および火の見線、重井附属病院線、コンベックス岡山線の共通区間において、下津井電鉄との定期券共通乗車が、中鉄バスとの共同運行路線である半田山ハイツ・津高台団地線、国立病院線、運転免許センター線では中鉄バスとの定期券共通乗車が可能となっている。
行先表示に付けられる系統番号が、系統ごとではなく行き先ごとになっている。そのため終点で折り返して同じルートを戻る場合に違う系統番号となる（一部例外あり）。
以下で〈 〉囲みは廃止・休止された路線のもの。「天満屋」「天満屋BS」は天満屋バスセンターを、「NTT」はNTT岡山前を、「岡山駅」は岡山駅東口バスターミナルをあらわす。
2014年12月にイオンモール岡山が開業してからは、イオンモール前のバス停を経由する便すべてのバスの経由地表示欄にイオンの表示が入るようになった。
- 00 ： 中央市場
- 1 ： （ノンストップ）岡山駅
- 1 ： NTT・岡山駅（岡南方面からNTT経由便、天満屋経由しないもの）
- 1 ： 天満屋・岡山駅 （旧2号線を市西部方面、岡南方面、岡電高屋、藤原団地から、天満屋→NTT岡山前経由便）
- 1 ： 岡山駅 （岡南方面からの便は新西大寺町筋発車後、岡電高屋からの便は栄町発車後、藤原団地からの便は城下発車後この表示になる）
- 1 ： [急行]天満屋・岡山駅（旧2号線を市西部から、天満屋→NTT岡山前経由便。大学病院筋発車後この表示になる）
- 1 ： 天満屋・田町・岡山駅 （法界院方面からNTT・天満屋→田町経由便、天満屋経由のもの）
- 1 ： NTT・田町・岡山駅（法界院方面からNTT→田町経由便、天満屋経由しないもの）
- 1 ： 田町・岡山駅 （法界院方面から田町経由便、NTT岡山前発車後この表示になる）
- 1 ： スポーツセンター・岡山駅 （津高方面から） （中鉄バス共同運行）
- 1 ： 中央病院・京山入口・岡山駅 （津高方面から）
- A1 ： 山陽学園大学・短大・天満屋・岡山駅 （新岡山港方面から）両備バスからの移管路線
- A1 ： 天満屋・岡山駅 （新岡山港方面から、四軒屋発車後この表示になる）
- A1 ： 岡山駅 （新岡山港方面から、栄町発車後この表示になる）
- A1 ： 天満屋・岡山駅 （30号線を大東・岡南方面から、天満屋→NTT岡山前経由便）（両備バス共同運行）
- A1 ： 岡山駅 （大東・岡南方面からの便は新西大寺町筋発車後この表示になる）（両備バス共同運行）
- 2 ： （ノンストップ）岡山駅 （大学病院方面から）
- 2 ： 市役所・イオン・岡山駅
- 2 ： 大元駅・市役所・イオン・岡山駅
- 2 ： 新道・水道局・市役所・イオン・岡山駅 （新岡山港から「かもめバス」）両備バスからの移管路線
- 2H ： イオン・市役所・大学病院
- 3 ： 新西大寺町筋・天満屋 （岡南営業所からの出庫便）
- 3 ： 市役所・イオン・岡山駅・天満屋（新保・大学病院方面から）
- 3 ： イオン・岡山駅・天満屋（新保・大学病院方面から、水道局前発車後この表示になる）
- 3 ： 天満屋 （新保・大学病院方面から、イオンモール岡山前発車後この表示になる）
- 3 ： 岡山駅・天満屋（津高方面から）（中鉄バス共同運行）
- 3H ： 日赤病院 平日のみ運行
- 3H ： イオン・岡山駅 （日赤病院からの折り返し便）平日のみ運行
- 〈 3 ： 急行・岡山駅・天満屋 〉
- 〈 5 ： 万成 〉 （2008年7月22日 路線休止）
- 6 ： 津高営業所妙でん寺前 （2008年7月22日 路線延長に伴い消滅。2014年12月1日 上り便のみ復活。2021年4月1日 下り便も復活）（旧：津高営業所→津高営業所妙でん寺前）（中鉄バス共同運行）
- 〈 6 ： 錦町・農業会館・NTTクレド 〉
- 〈 6 ： 大和町・こどもの森・津高営業所 〉
- 〈 6 ： （快速）免許センター → 岡山駅 〉
- 〈 6 ： スポーツセンター・岡山駅 〉（2008年7月22日 消滅。2014年12月1日 復活 行先番号1に変更）
- 〈 6 ： 岡山駅（法界院方面から田町経由便、天満屋（天満屋不入時はNTT岡山前）発車後この表示になる） 〉 （2008年7月22日 行先番号1に変更）
- 〈 7 ： 天満屋・田町・岡山駅 〉 （2008年7月22日 行先番号1に変更）
- 〈 7 ： NTT・田町・岡山駅 〉 （2008年7月22日 行先番号1に変更）
- 8 ： 県庁 （各方面から県庁止めの便）平日朝のみ運行
- 8 ： 県庁・岡電高屋
- 〈9 ： 東山 〉
- 9 ： 岡山駅西口
- 〈10： （特急）岡山港 〉（小豆島行きフェリー乗り場が新岡山港に移転したため廃止）
- 〈10 ： 築港元町 〉 （2008年7月22日 行先番号11に変更）
- 〈11 ： 中央市場 〉 （2008年7月22日 行先番号91に変更 2010年10月1日 行先番号00に変更）
- 11 ： 築港元町
- 12 ： 岡南営業所 （市役所・大学病院経由）
- 13 ： 問屋町入口・田中野田（路線固有）（2024年3月16日新設）
- 13 ： 問屋町入口・健康づくり財団（ひらた旭川荘）（路線固有） （旧：卸センター→問屋町入口 旧：福祉センター→おかやま福祉の郷・健康づくり財団）
- 14 ： RSKバラ園・東花尻
- 〈14 ： 庄パークヒルズ （以前は川入経由のみだったが、下撫川経由も同一番号となった）〉 （2010年3月31日 路線休止）
- 〈14 ： 花尻入口 〉
- 15 ： 京山（池田動物園）
- 〈15 ： 三門・万成経由平津〉
- 16 ： 津高台団地・半田山ハイツ （中鉄バス共同運行）
- 〈16 ： スポーツセンター経由平津〉
- 17 ： 御野校前・妙善寺・津島南（2019年6月1日 一部の便を津島南へ路線延長）
- 18 ： 藤原団地
- 21 ： 岡山ろうさい病院（天満屋経由）
- 22 ： 岡山ろうさい病院（市役所経由）
- 23 ： 平田・中仙道西（路線固有）（2024年3月16日新設）
- 23 ： 北長瀬駅（問屋町・西小学校方面から）
- 23 ： 平田・北長瀬駅（路線固有）
- 23 ： 北長瀬駅・平田・大元駅法務局入口（路線固有）
- 24 ： 花尻入口・尾上
- 〈24 ： 花尻入口〉（2012年10月1日 路線延長に伴い消滅）
- 〈24 ： 西署・神道山〉
- 26 ： 岡山医療センター・国立病院 （中鉄バス共同運行）
- 〈26 ： 京山（池田動物園）〉 （2008年7月22日 行先番号15に変更）
- 27 ： 御野校前・三野
- 〈28 ： 竹田〉
- 〈31 ： 卸センター - 厚生町 - 岡山駅 （33番：卸センター → 天満屋系統の最終便は岡山駅止め）〉
- 33： 岡山駅 → 野田東（職安前）→ 西小学校（平日朝のみ運行）
- 〈33 ： 天満屋・岡山駅・厚生町・職安・卸センター（路線固有）〉
- 〈33 ： 岡電高屋→新鶴見橋→天満屋・岡山駅・卸センター 〉
- 〈33 ： 岡電高屋→県庁→天満屋・岡山駅・卸センター〉
- 34 ： 西署・神道山
- 36 ： 辛香口 （中鉄バス共同運行）
- 〈36 ： 天満屋 - 岡山駅西口 - 岡山商大 - 津高営業所 （路線固有）〉（2008年7月22日 下り便は行先番号76、上り便は行先番号9に変更）
- 37 ： 御野校前・理大東門（2009年9月1日新設）
- 〈37： 妙善寺→岡山駅西口〉（2008年7月22日 行先番号9に変更）
- 〈38 ：浜メディアコム・岡電高屋〉
- 41 ： 岡南飛行場
- 〈44 ： RSKバラ園 - 清心学園〉（2024年3月16日休止）
- 〈44 ： RSKバラ園〉
- 〈44 ： RSKバラ園・東花尻〉
- 〈46 ： 津高営業所 - スポーツセンター - 岡山駅西口 （路線固有）〉
- 47 ： （循環）岡山大学・岡山理科大学 「学園線」
- 〈48： 鉄工団地〉
- 51 ： 当新田・大東 （天満屋経由）（両備バス共同運行）
- 52 ： 大東 （市役所経由）
- 54 ： 中庄駅 （両備バス・下電バス共同運行）
- 〈56 ： 津高台団地〉（2007年1月4日 路線休止 2008年7月22日 行先番号16に変更）
- 57 ： 岡山駅 - 岡山理科大学専門学校 （路線固有）
- 〈6A ： 新京橋・四軒屋経由 倉益南（両備バスからの移管路線。2013年2月1日下り便のみ休止。2015年3月31日廃止）〉
- 〈61 ： 興陽高校〉（現在は両備単独運行 行先番号531に変更）
- 62 ： イオン・市役所・南ふれあいセンター・岡南飛行場
- 〈62 ： 藤田団地北〉
- 〈66 ： 快速 岡山駅→免許センター〉（2007年1月4日 路線休止 2008年7月22日 行先番号96に変更）
- 67 ： 榊原病院・妙善寺・津島南（2012年10月1日新設。2019年6月1日 一部の便を津島南へ路線延長）
- 7A ： 新京橋・四軒屋経由 桑野営業所・岡山ふれあいセンター（両備バスからの移管路線）
- 〈72： 労災病院・慈圭病院〉
- 76 ： 京山入口・中央病院・津高営業所
- 77 ： 榊原病院・三野（2012年10月1日新設）
- 〈78 ： 県庁・四軒屋経由 岡山ふれあいセンター（両備バスからの移管路線。2013年4月22日下り便のみ休止。2015年3月31日廃止）〉
- 〈8A ： 新京橋・四軒屋経由 三蟠南〉（2013年10月2日、行先番号9Aに変更）
- 〈82 ： 慈圭病院・労災病院〉
- 〈83 ： 津高営業所 → 商大 → 中央病院 → 岡山駅 → 天満屋 〉（2008年7月22日 行先番号3に変更）
- 83 ： イオン・市役所・富田経由 新保・万倍
- 84 ： 天満屋・野田東・北長瀬駅
- 86 ： 免許センター （中鉄バス共同運行）
- 87 ： 榊原病院・理大東門（2012年10月1日新設。2018年9月1日下り便のみ休止）
- 9A ： 新京橋・四軒屋経由 三蟠南（両備バスからの移管路線）
- 〈9A ： 新京橋・四軒屋経由 新岡山港〉（2013年10月2日、行先番号91に変更）
- 〈90 ： 泉田・福富西3丁目〉
- 91 ： 新京橋・四軒屋経由 新岡山港（両備バスからの移管路線）
- 〈91 ： 中央市場〉（2010年10月1日に行先番号00に変更）
- 〈91 ： 天満屋 - 住吉宮（路線固有）〉
- 〈91 ： 奥田本町経由新保・万倍（上記廃止以降に開設）〉
- 〈91 ： 新京橋・新道経由 新岡山港（両備バスからの移管路線）〉
- 92 ： イオン・市役所・新道経由 新岡山港 （「かもめバス」 岡電・両備共同運行→両備単独運行→岡電単独運行）
- 〈92 ： 市役所・富田経由 新保・万倍〉 （2008年7月22日 行先番号83に変更）
- 〈93 ： 市役所・富田経由 新保西〉（2014年11月30日廃止 新保・万倍線に統合）
- 94 ： 天満屋・野田東・北長瀬駅・鉄工センター （両備バス共同運行→岡電単独運行）（2024年3月16日下り便のみ休止）
- 〈95 ： NTT - 岡山駅前 - 神道山（路線固有）〉
- 96： 免許センター（ノンストップ便） （中鉄バス共同運行）
- 〈97 ： NTT - 法界院駅前 - 畑（路線固有）〉
- 98 ： 岡山駅 - イオン - 市役所 - 岡大附属校前 / 東島田町 → 大供 → 千日前 → 岡大附属校前（両備バスからの移管路線）
- 〈99 ： 津高営業所 - 岡工前 - 駅西口 - 大供 - 千日前 - 東山 〉 （岡電単独運行→両備単独運行→岡電単独運行）
- 番号なし ： （ノンストップ）後楽園・夢二郷土美術館
- 〈番号なし ： （ノンストップ）新岡山港〉
- 番号なし ： （ノンストップ）岡山駅 （夢二郷土美術館・後楽園方面から、新岡山港方面から）
- 番号なし ： 岡山駅 （汗入方面から） （下電バス共同運行）
- 番号なし ： 岡山駅・天満屋 （汗入方面から） （下電バス共同運行）
- 番号なし ： 天満屋 （汗入方面から、イオンモール岡山前発車後この表示になる）（下電バス共同運行）
- 番号なし ： 杜の街（2022年9月23日新設）（両備バス共同運行）
- 番号なし ： 新西大寺町筋・岡南営業所 （岡山駅方面からの入庫便）
- 番号なし ： 岡南営業所 （築港元町・労災病院・大東からの入庫便）
- 〈番号なし ： 問屋町・西小学校 （北長瀬駅方面から）〉（2021年4月1日休止）
- 番号なし ： 汗入 （下電バス共同運行）
- 番号なし ： 火の見（両備バスからの移管路線）（汗入まで下電バス共同運行）
- 番号なし ： 重井附属病院（両備バスからの移管路線）（汗入まで下電バス共同運行）
- 番号なし ： コンベックス岡山（両備バスからの移管路線）（汗入まで下電バス共同運行）
- 番号なし ： 岡山駅西口 - 県総合グラウンド内回り循環線（路線固有）

#### 過去にあった路線
- 直行クラレ便： 岡山駅 → 天満屋 → 清輝橋 → クラレ工場入口
- 直行卸センター便： 岡山駅 - 卸センター （大野辻経由）

※読み方：岡南（こうなん） 大供（だいく） 撫川（なつかわ）杜の街（もりのまち）
全線でHarecaおよび全国相互利用サービス対応のICカードが利用可能。
方向幕の時代は、特急便は「赤」、急行便は「朱」、天満屋に入らない便は「緑」、市役所経由便は「青」と色分けされていた。

#### ノンストップ
中鉄バスとの共同運行路線
- 96： 岡山駅 → 免許センター 平日1便（中鉄バス担当）のみ

岡山駅 - 大学病院方面
- 2： 大学病院 → 大学病院入口 → 岡山駅 平日1便のみ

岡山駅 - 後楽園方面
- 岡山駅 - 後楽園前 - 蓬莱橋・夢二郷土美術館前（夢二郷土美術館構内）
  - 一部の便は岡南営業所所属の専用車（「夢二黒の助バス」（三菱ふそう・エアロミディMJ）または「スカイビューバス」（夏季を除く、三菱ふそう・エアロミディMK））による運行。
  - 新型コロナウイルス感染症の影響で、2020年4月17日から運休中。

#### 一般
以下（停留所名）は一部の便のみ停車。〈停留所名〉は循環運行する。詳細は#外部リンクの岡山電気軌道ホームページにて確認のこと。

##### ショッピングバス
岡山市内中心部の岡山駅前・表町商店街・イオンモール岡山各間の回遊性を高め、中心市街地の活性化を図ることを狙って、2015年4月1日から運行を開始したが2016年7月18日に廃止となった。
- ショッピングバス：天満屋BS → NTT岡山前 → 岡山駅前 → 岡山高島屋前 → 錦町 → 農業会館前 → 天満屋BS → 田町2丁目 → イオンモール岡山前・源吉兆庵本社前 → 岡山駅前 → NTT岡山前 → 天満屋BS（循環）

##### 北方面
岡山駅西口 - 岡山中央病院・津高営業所妙でん寺前・岡山理大方面
- 9/47： 岡山駅西口 - 奉還町 - 済生会病院前 - スポーツセンター前 - 学南町 - 〈岡大西門 - 岡山理科大学 朝ラッシュ以外は循環運行〉[注釈 13]
- 9： 妙善寺 → 福居 → 岡大西門 → 岡山大学筋 → 学南町 → スポーツセンター前 → 済生会病院前 → 奉還町 → 岡山駅西口
  - 平日のみ運行
- 9/76： （天満屋BS → NTT岡山前 → 柳川西 →）岡山駅西口 - 奉還町 - 済生会病院前 - 岡工前 - 京山入口 - 武道館前 - 岡山中央病院前 - 岡山商大前 - 笹ヶ瀬 - 津高営業所妙でん寺前
  - 天満屋BS - 岡山駅西口間は平日のみ運行
  - 2024年3月16日から平日朝の京山線が7時台から9時台へ変更されたため、代替として武道館前発岡山駅西口行き（平日朝1便のみ）が新設された。
- (76)/1： 津高営業所妙でん寺前 → 笹ヶ瀬 → 岡山商大前 → 岡山中央病院前 → 武道館前 → 京山入口 → 岡工前 → 済生会病院前 → 奉還町 → 岡山駅
  - 岡山駅行のみ運行

岡山駅西口 - 県総合グラウンド方面
- 岡山駅西口 → 奉還町 → 済生会病院前 → スポーツセンター前 → 学南町 → 岡山大学筋 → 武道館口 → 武道館前 → 京山入口 → 岡工前 → 済生会病院前 → 奉還町 → 岡山駅西口
  - 土曜・休日のみ運行

岡山駅 - 三野・妙善寺・津島南・岡山理大方面
- 1/17： 岡山駅 - 錦町・農業会館前（岡山駅発のみ） / 田町2丁目、イオンモール岡山前・源吉兆庵本社前（岡山駅行のみ） - 天満屋BS（日中便のみ経由） - NTT岡山前 - 柳川 - 番町口 - 長泉寺 - 大和町 - 御野校前 - 法界院駅前 - 岡大東門 - 岡大西門 - 福居 - 妙善寺 （- 津島南）
- 1/67： 岡山駅 - （途中経路は17系統と同じ） - 大和町 - 榊原病院前 - 法界院駅前 - （途中経路は17系統と同じ） - 妙善寺 （- 津島南）
- 1/27： 岡山駅 - （途中経路は17系統と同じ） - 法界院駅前 - 植物園口 - 水源地 - 三野
  - 2024年3月16日から岡山駅行1便のみ運行。
- 1/77： 岡山駅 - （途中経路は67系統と同じ） - 法界院駅前 - （途中経路は27系統と同じ） - 三野
  - 2024年3月16日から1往復のみ運行。
- 1/37： 岡山駅 - （途中経路は17系統と同じ） - 法界院駅前 - 岡山ナザレン教会前 - 植物園前 - 法界院参道口 - 理大専門学校 - 三軒屋自衛隊前 - 岡山理科大学東門
- 1/87： 岡山駅 - （途中経路は67系統と同じ） - 法界院駅前 - （途中経路は37系統と同じ） - 岡山理科大学東門
  - 2024年3月16日から岡山駅行平日1便のみ運行。
- 1/57： 岡山駅 - 理大専門学校
  - 学校休業日などに合わせてダイヤ・便数が変更になる

###### 中鉄バスとの共同運行路線
天満屋バスセンター - 半田山ハイツ・津高台団地・国立病院・免許センター方面（岡電バス・中鉄バス発行のHareca定期券利用可能。柳川西は停車しない。）
- 3・1/6： 天満屋BS - NTT岡山前 - 岡山駅 - 済生会病院前 - スポーツセンター前 - 学南町 - 岡山大学筋 - 武道館口 - 明誠学院前 - 岡山商大前 - 笹ヶ瀬 - 津高営業所妙でん寺前（岡電単独運行）
  - 一部の便は岡山駅発着。
- 3・1/16： 天満屋BS - NTT岡山前 - 岡山駅 - （途中経路は6系統と同じ） - 津高営業所妙でん寺前 - 津波井 - 津高台団地西 - 津高台団地中 - 半田山ハイツ東区 - ゴルフセンター前 - 半田山ハイツ西区 - 本村
  - 2024年3月16日から平日の一部の便は岡山駅発着となる。
- 3・1/26： 天満屋BS - NTT岡山前 - 岡山駅 - （途中経路は6系統と同じ） - 津高営業所妙でん寺前 - 中原 - エブリイOkanaka津高前 - 小幸田口 - 大岩口 - 田益 - 国立病院
  - 2024年3月16日から平日の一部の便は岡山駅発着となる。
- 3/36・86： 天満屋BS - NTT岡山前 - 岡山駅 - （途中経路は6系統と同じ） - 津高営業所妙でん寺前 - 中原 - エブリイOkanaka津高前 - 小幸田口 - 小林口 - 横井小学校前 - 二軒茶屋 - 吉宗 - 辛香口 - 辛香 - 免許センター
  - 天満屋BS行きの午前8時以前の便は辛香口発になる。
  - 天満屋BS発の午後6時以後の便は辛香口が終点になる。

##### 西方面
岡山駅西口 - 高柳・花尻方面
- 3・9/24： （天満屋BS - NTT岡山前 - 柳川 - 県民局入口 - 済生会病院前（天満屋BS発のみ停車） - 奉還町 -）岡山駅西口 - 昭和町 - 高柳西町 - 西署前 - 花尻緑町 - 花尻入口 - 花尻郵便局前 - ききょう町 - 尾上しも - 尾上かみ
  - 天満屋BS - 岡山駅西口間は平日1往復のみ運行
  - 2019年7月20日から尾上しも（旧：尾上） - 尾上かみ間を延長した。
  - 2021年9月1日に天満屋BS - 岡山駅西口間は天満屋BS行きのみの運行となったが、2022年3月1日に尾上かみ行きの運行が復活した。
- 9/34： 岡山駅西口 - （途中経路は24系統と同じ） - ききょう町 - 神道山

岡電高屋 - 岡山駅・大学病院・岡南営業所・問屋町入口・健康づくり財団病院前方面
- 8・3・2/1・2H： 岡電高屋 - 二本松 - 原尾島住宅 - 原東 - 国富 - 朝日高前 - 県庁前 - 天満屋BS - NTT岡山前 - 柳川西 - 岡山駅 - イオンモール岡山前・源吉兆庵本社前 - 山陽新聞社前・杜の街入口 - 市役所前 - 水道局前 - 大学病院
- 8・3・2/1・12： 岡電高屋 - （途中経路は2H系統と同じ） - 水道局前 - 大学病院入口 - 清輝橋 - 岡南営業所
- 2/12： 岡山駅 - イオンモール岡山前・源吉兆庵本社前 - 杜の街 - 山陽新聞社前・杜の街入口 - （途中経路は2H系統と同じ） - 水道局前 - （途中経路は12系統と同じ） - 岡南営業所
- 8・13・2/1・13： 岡電高屋 - （途中経路は2H系統と同じ） - 水道局前 - 大元駅前 - 西古松 - 宗忠神社前 - 今村宮 - 問屋町入口 - 問屋町（健康づくり財団病院前発のみ、始発便 - 9時台の便は通過） - 田中野田 - 〈 健康づくり財団病院前・ひらた旭川荘 〉
  - 健康づくり財団病院前発の午前10時以後の便は問屋町を経由する。
  - 2024年3月16日から岡電高屋発の最終便は田中野田が終点になる。

岡山駅 → 西小学校前方面
- 33： 岡山駅 → イオンモール岡山前・源吉兆庵本社前 → 山陽新聞社前・杜の街入口 → 大供 → 厚生町商工会議所前 → 光生病院前 → 野田東（職安前） → 大元小学校前 → 大元上町 → 市町村振興センター入口 → 今村西 → 西小学校前
  - 平日朝1便のみ運行

県庁前・天満屋バスセンター・岡山駅 - 平田・北長瀬駅前方面
- 8・23・2/23： （県庁前 ←） 天満屋BS - 柳川西 - 岡山駅 - イオンモール岡山前・源吉兆庵本社前 - 山陽新聞社前・杜の街入口 - 市役所前 - 水道局前 - 大元駅法務局入口 - おおもと病院前 - 大元上町 - 市町村振興センター入口 - 今5丁目 - 西市本村公園 - 平田東公園 - 平田中央 - ポリテクセンター岡山入口 - 中仙道西 - （〈 問屋町 - 西小学校前 〉[注釈 14]） - 北長瀬駅前
  - 始発の天満屋BS行きは、平日のみ県庁前バス停が終点になる。
  - 北長瀬駅前行きの午前8時以前の便は大元駅法務局入口発になる。
  - 北長瀬駅前発の午後7時以後の便は大元駅法務局入口が終点になる（岡山駅方面には乗り換えで、大元駅からJR宇野線、大元駅前から岡電バス・下電バスで行ける）。
  - 2019年1月16日から一部の便を除き問屋町・西小学校前を経由するようになった[32]。
  - 2024年3月16日から始発の岡山駅行きは中仙道西発になる。
  - 2024年3月16日から天満屋BS発の最終便は中仙道西が終点になる。
- 23： 問屋町 → 西小学校前 → 北長瀬駅前
  - 平日朝1便のみ運行

###### 両備バス・下津井電鉄との共同運行路線
旧2号線方面（旧中国JRバス路線。柳川西は停車しない。）
- 1/84： 岡山駅 - NTT岡山前 - 天満屋BS - 大雲寺前 - 大供 - 厚生町商工会議所前 - 光生病院前（岡山駅発のみ） - 野田東（職安前） - 大野辻 - 北長瀬駅前（岡電・両備共同運行）
  - 夜の北長瀬駅前発と夜の岡山駅発の各1便のみ運行。平日は岡電バス、土休日は両備バス担当。
- 1/94： 岡山駅 - （途中経路は84系統と同じ） - 大野辻 - 鉄工センター前（岡電単独運行）
  - 平日朝の鉄工センター前発1便のみ運行。
- 1/14： 岡山駅 - （途中経路は84系統と同じ） - 大野辻 - 鉄工センター前 - 庭瀬本町 - 下撫川 - RSKバラ園前 - RSKバラ園口 - 川入 - 花尻入口（岡電単独運行）
  - 下撫川 - 花尻入口間は、朝の花尻入口発と夜の岡山駅発の各1便のみ運行。
- 1/54： 岡山駅 - （途中経路は84系統と同じ） - 大野辻 - （北長瀬駅前） - 鉄工センター前 - （途中経路は14系統と同じ） - 下撫川 - 瀬戸大橋温泉前 - 清心学園口 - 川崎医大前 - 松島西ノ口 - 中庄駅

##### 東方面
岡山駅 - 県庁前・岡電高屋方面
- 12・1/2・3・8： 岡南営業所 - 岡山駅 - 柳川西 - NTT岡山前 - 天満屋BS - 県庁前 - 朝日高前 - 国富 - 原東 - 原尾島住宅 - 二本松 - 岡電高屋
- 2H・1/2・3・8： 大学病院 - 岡山駅 - （途中経路は岡南営業所系統と同じ） - 岡電高屋
- 13・1/2・13・8： 健康づくり財団病院 - 田中野田 - 岡山駅 - （途中経路は岡南営業所系統と同じ） - 岡電高屋

京山・岡山駅 - 後楽園・藤原団地方面
- 15・1/3・18： 〈 京山 - 伊福町三丁目 〉[注釈 15] - 済生会病院前 - 岡山駅 - 柳川西 - NTT岡山前 - 天満屋BS - 城下（藤原団地発のみ） - RSK本社前・美術館前[注釈 16] - 天神町（藤原団地行のみ） / 出石町一丁目（藤原団地発のみ） - 後楽園前 - 蓬莱橋・夢二郷土美術館前（道路上） - 浜東・中区役所前 - 東川原 - 穝 - 〈団地入口 - 藤原団地〉[注釈 17]
  - 京山 - 岡山駅間は朝の1往復（平日9時台・土休日7時台）のみ運行。
- (12)・1/2・3・18： 岡南営業所 → 岡山駅 → （途中経路は京山系統と同じ） → 〈団地入口 - 藤原団地〉
  - 平日のみ運行
- 2H・1/2・3・18： 大学病院 - 岡山駅 - （途中経路は京山系統と同じ） - 〈団地入口 - 藤原団地〉

##### 南方面
岡山駅 - 築港元町・中央市場方面
- 1/11： 岡山駅 - 柳川西 - NTT岡山前 - 天満屋BS（岡山駅発のみ、始発便 - 8時台の便は通過） - 大雲寺前 - 清輝橋 - 岡南営業所 - 岡南小学校前 - 豊成 - 浜野入口 - 洲崎 - 〈 福島・築港元町 〉[注釈 18]
  - 岡山駅行きの午前7時以前の便は福吉町発になる。
  - 岡山駅行きの平日午前の1便と土休日の始発便はエブリイOkanaka岡南築港店前発になる。
  - 岡山駅行きの平日の始発便は築港元町発になる。
  - 岡山駅発の最終便は循環運行後、岡南営業所行きになる。
- 1/00： 岡山駅 - （途中経路は11系統と同じ） - 洲崎 -〈 福島・中央市場 〉[注釈 19]
  - 平日のみ運行。

岡山駅 - 岡山ろうさい病院方面
- 21→1： 岡山駅 → 柳川西 → NTT岡山前 → 天満屋BS → 清輝橋 → 岡南営業所 → （途中経路は11系統と同じ） → 洲崎 → みやはら耳鼻科・福浜市営住宅前 → 機工センター → 松浜町 → 新町北 → 南輝小学校前 → 新町中央 → 岡山ろうさい病院入口 → 岡山ろうさい病院 → 第一ひかりこども園前 → 新町中央 → 築港新町 → あけぼの町 →  築港栄町 → 並木町 → 機工センター口 → みやはら耳鼻科・福浜市営住宅前 → 洲崎 → （途中経路は11系統と同じ） → 清輝橋 → 天満屋BS → NTT岡山前 → 岡山駅
  - 2012年10月9日までは岡山駅 - 清輝橋間を急行運転する急行系統であったが[注釈 20]、同年10月10日から各停留所停車の系統となり、系統名も「急行・労災病院線」から「天満屋経由労災病院線」（現：天満屋経由岡山ろうさい病院線）と変更になった。
  - 岡山駅行きの午前8時以前の便は松浜町発になる。
  - 岡山駅発の午後の一部の便は岡山ろうさい病院が終点になる。
  - 岡山駅発の午後の一部の便は循環運行後、岡南営業所行きになる。
- 1： 岡山ろうさい病院 → 第一ひかりこども園前 → 新町中央 → 南輝小学校前 → 新町北 → 松浜町 → 機工センター → みやはら耳鼻科・福浜市営住宅前 → 洲崎 → （途中経路は11系統と同じ） → 岡南営業所 → 清輝橋 → 天満屋BS → NTT岡山前 → 柳川西 → 岡山駅（岡山ろうさい病院発の朝2便のみ運行）
- 2/22： 岡山駅 - イオンモール岡山前・源吉兆庵本社前 - 山陽新聞社前・杜の街入口 - 市役所前 - 水道局前 - 大学病院入口 - 清輝橋 - （途中経路は11系統と同じ） - 洲崎 - みやはら耳鼻科・福浜市営住宅前 - 機工センター口 - 並木町 - 築港栄町 - あけぼの町 - 築港新町 - 新町中央 - 〈 岡山ろうさい病院入口・岡山ろうさい病院・第一ひかりこども園前 〉[注釈 21]
  - 岡山駅行きの一部の便は岡山ろうさい病院発になる。
  - 岡山駅発の午後の一部の便は岡山ろうさい病院が終点になる。
  - 岡山駅発の午後の一部の便は循環運行後、岡南営業所行きになる。

岡山駅 - 南ふれあいセンター・岡南飛行場方面
- 1/41： 岡山駅 - 柳川西 - NTT岡山前 - 天満屋BS（朝の一部便は通過） - 大雲寺前 - 清輝橋 - 岡南営業所 - （途中経路は11系統と同じ） - 豊成 - 福富西二丁目 - 福田 - 浦安口 - 土地改良区前 - 慈圭病院前 - 浦安体育館前（南区役所） - 岡南飛行場
  - かつては、平日朝に岡南飛行場→岡山駅間に特急（豊成→岡山駅間は各停留所に停車）が運行されていたこともあった。
- 2/62： 岡山駅 - イオンモール岡山前・源吉兆庵本社前 - 山陽新聞社前・杜の街入口 - 市役所前 - 水道局前 - 大学病院入口 - 清輝橋 - 岡南営業所 - 岡南小学校前 - 日赤病院入口 - 青江北 - 泉田口（天満屋ハピーズ泉田店前） - 芳泉高前 - 南ふれあいセンター前 - 浦安口 - （途中経路は41系統と同じ） - 岡南飛行場

岡山駅 - 日赤病院方面（平日のみ運行）
- 3H： 岡山駅 → 農業会館前 → 天満屋BS → （途中経路は51系統と同じ） → 日赤病院入口 → 日赤病院
- 3H： 日赤病院 → 日赤病院入口 → （途中経路は51系統と同じ） → 天満屋BS → 田町2丁目 → イオンモール岡山前・源吉兆庵本社前 → 岡山駅
- 3H： 日赤病院 → 日赤病院入口 → （途中経路は62系統と同じ） → イオンモール岡山前・源吉兆庵本社前 → 岡山駅（日赤病院発の最終便の1本のみ運行）
  - 岡山赤十字病院への進入時に使用する同病院南門周辺道路が狭いため、岡南営業所所属の中型・小型車両による運行。

岡山駅 - 新保・万倍・泉田方面
- 3・2/83： 天満屋BS - NTT岡山前 - 柳川西 - 岡山駅 - イオンモール岡山前・源吉兆庵本社前 - 山陽新聞社前・杜の街入口 - 市役所前 - 水道局前 - 東古松四丁目 - 富田 - 新保口 - 新保口下 - 〈 新保北 - 新保・万倍 〉[注釈 22]
  - 路線途中に狭隘区間があるため、岡南営業所所属の中型・小型車両による運行である。
  - 2024年3月16日から一部の便は岡山駅発着となる。

岡南営業所行き
- 福吉町 → 福島郵便局前 → 海岸通 → エブリイOkanaka岡南築港店前 → 築港元町 → 三浜町 → 洲崎 → 浜野入口 → 豊成 → 岡南小学校前 → 岡南営業所
  - 築港元町行きの最終便は循環運行後、岡南営業所行きになる。
- 機工センター → 松浜町 → 新町北 → 南輝小学校前 → 新町中央 → 岡山ろうさい病院入口 → 岡山ろうさい病院 → 第一ひかりこども園前 → 新町中央 → 築港新町 → あけぼの町 →  築港栄町 → 並木町 → 機工センター口 → みやはら耳鼻科・福浜市営住宅前 → 洲崎 → 浜野入口 → 豊成 → 岡南小学校前 → 岡南営業所
  - 天満屋経由岡山ろうさい病院行きの午後の一部の便は循環運行後、岡南営業所行きになる。
- 岡山ろうさい病院入口 → 岡山ろうさい病院 → 第一ひかりこども園前 → 新町中央 → 築港新町 → あけぼの町 →  築港栄町 → 並木町 → 機工センター口 → みやはら耳鼻科・福浜市営住宅前 → 洲崎 → 浜野入口 → 豊成 → 岡南小学校前 → 岡南営業所（平日のみ運行）
  - 市役所経由岡山ろうさい病院行きの午後の一部の便は循環運行後、岡南営業所行きになる。

###### 両備バスとの共同運行路線
杜の街方面
- 岡山駅 - イオンモール岡山前・源吉兆庵本社前 - 杜の街
  - 2022年9月23日運行開始。

岡山駅 - 大東方面
- A1/51： 岡山駅 - （途中経路は41系統と同じ） - 清輝橋 - 岡南営業所 - （途中経路は62系統と同じ）- 青江北 - 泉田口（国道30号） - 芳泉高入口 - 当新田 - 大東
- 2/52： 岡山駅 - （途中経路は62系統と同じ） - 青江北 - 泉田口（国道30号） - 芳泉高入口 - 当新田 - 大東
  - 2024年3月16日から大東発平日朝3便・土休日朝2便と岡山駅発朝1便のみ運行。

岡南営業所行き
- 大東 → 当新田 → 芳泉高入口 → 泉田口 → 青江北 → 日赤病院入口 → 岡南小学校前 → 岡南営業所

##### 両備ホールディングス（両備バス）からの移管
2010年10月に桑野営業所が移管したことに伴い、同営業所管理の路線および車両が岡電バスに移籍している。移籍車両の塗装は当初は両備バス時代のままで、正面と後ろタイヤ横の社名のみ「両備バス」から「岡電バス」に変更しているのみであったが、一部の車両はバンパーのみ岡電バスの塗装に変更されている。また、運賃箱も岡電バス仕様に交換している。社名ロゴは「RYOBI」のままである。岡南営業所からの移籍車や新型車の導入により、他営業所と同じ塗装のバスも使用されるようになり、移籍時在籍していた車両の中には岡電桑野営業所から両備バスへ戻っていったものもある。
岡山駅 - 桑野営業所・岡山ふれあいセンター・三蟠南・新岡山港方面（岡山駅 - 新道江崎下間は両備バス（沖元・津田線の岡山駅 - 江崎間）との定期券の共通利用が可能（共通する全区間で適用）。）
- A1/7A： （杜の街 → イオンモール岡山前・源吉兆庵本社前 →） 岡山駅 - 柳川西 - NTT岡山前 - 天満屋BS - 岡山芸術創造劇場ハレノワ前 - 国清寺前 - 協立病院前 - 山陽学園大学・短大前 - 四軒屋住宅 - 旭東病院前 - 博愛会病院前 - 三蟠農協前 - 桑野営業所 - 岡山ふれあいセンター
- A1/91： （杜の街 → イオンモール岡山前・源吉兆庵本社前 →） 岡山駅 - （途中経路は7A系統と同じ） - 三蟠農協前 - 三蟠南 - 新岡山港
  - かつては、ノンストップ便・特急便・急行便が運行されたことがあった。
- 2/92： 岡山駅 - イオンモール岡山前・源吉兆庵本社前 - 山陽新聞社前・杜の街入口 - 市役所前 - 水道局前 - 大学病院入口 - 清輝橋 - 新道上平井 - 旭東病院前 - （途中経路は7A系統と同じ） - 三蟠南 - 新岡山港
  - 平日3往復のみ運行。
  - 岡山駅行きの午前8時以前の便は三蟠南発になる。
  - 岡山駅発の午後6時以後の便は三蟠南が終点になる。
- A1/9A： （杜の街 → イオンモール岡山前・源吉兆庵本社前 →） 岡山駅 - （途中経路は7A系統と同じ） - 三蟠農協前 - 三蟠南
- A1： 新岡山港 → 三蟠南 → （途中経路は92系統と同じ） → 新道上平井 → 協立病院前 → （途中経路は7A系統と同じ） → 天満屋BS → イオンモール岡山前・源吉兆庵本社前 → 岡山駅
  - 新岡山港発平日1便・土休日4便のみ運行

###### 下津井電鉄との共同運行路線
天満屋 - 汗入・火の見・重井附属病院・コンベックス岡山方面（天満屋 - 汗入間は下津井電鉄との共同運行路線。柳川西は停車しない。）
- （天満屋BS - NTT岡山前 -） 岡山駅 - イオンモール岡山前・源吉兆庵本社前 - 山陽新聞社前・杜の街入口 - 市役所前 - 水道局前 - 大元駅前 - 西古松 - 野崎 - 下中野 - 西市 - 米倉 - 相生橋 - 大福 - 荒田 - 汗入
  - 汗入発平日3便・土休日1便（下電バス担当）と天満屋BS発平日・土曜2便・休日1便（下電バス担当）・岡山駅発平日1便（岡電バス担当）のみ運行。
- （天満屋BS - NTT岡山前 -） 岡山駅 - （途中経路は汗入系統と同じ） - 汗入 - せのお病院前 - 火の見 （- 重井附属病院）（岡電単独運行）
  - 2024年3月16日から一部を除き岡山駅発着となる。
  - 火の見 - 重井附属病院間は、平日6往復・土休日4往復のみ運行。
- （天満屋BS - NTT岡山前 -） 岡山駅 - （途中経路は火の見系統と同じ） - 火の見 - コンベックス岡山前（岡電単独運行）
  - 2024年3月16日から土休日2往復のみの運行、一部を除き岡山駅発着となる。

##### 入出庫系統（時刻表に載っていない系統）
- 2/98： 岡山駅 - イオンモール岡山前・源吉兆庵本社前 - 山陽新聞社前 - 市役所前 - 水道局前 - 大学病院入口 - 清輝橋 - 協立病院前 - 附属校
- 98： 東島田車庫 -（回送）- 東島田町 - 厚生町 - 市役所前 - 水道局前 - 大学病院入口 - 清輝橋 - 協立病院前 - 附属校
  - （2018年時点） 平日の朝7時半頃に往路のみ1便運行

##### 中鉄バスとの共同運行路線
- 明誠学院高校専用バス
  - 岡山駅西口 - 明誠学院高校前

##### 下津井電鉄との共同運行路線
- 岡山中学・高校直行バス
  - 岡山駅 - 岡山中学・高校

##### 過去にあった路線
廃止路線・系統は非常に多数有り、ここでは近年廃止されたものや主なものに限り掲載する。
- 1/94・44： 岡山駅 - NTT岡山前 - 天満屋BS - 大雲寺前 - 大供 - 厚生町商工会議所前 - 光生病院前（岡山駅発のみ） - 野田東（職安前） - 大野辻 - （北長瀬駅前） - 鉄工センター前 - 庭瀬本町 - 下撫川 - 瀬戸大橋温泉前 - 清心学園口 （- 清心学園）（岡電単独運行）
  - 清心学園口 - 清心学園間は、朝の岡山駅発の1便、夕方の清心学園発の1便のみ運行。
  - 清心学園登校日は清心学園まで、非登校日は清心学園口まで運行。
  - 2024年3月15日をもって廃止。

### 特定輸送
- 岡山県立岡山西支援学校スクールバス
- 岡山県立岡山東支援学校スクールバス
- 岡山県立岡山南支援学校スクールバス（2台）

### 車両
同じ両備グループ内に三菱ふそうの岡山地区販売ディーラーの岡山三菱ふそう自動車販売があることから、バスは三菱ふそう製に統一されていたが、2005年4月に貸切用に日野自動車製大型観光バス（セレガR GJ）1台を導入した。同社が日野自動車製バスを導入したのは1979年に中型貸切用バスを導入して以来26年ぶり、大型バスとしては1974年に貸切用バスを導入して以来で、実に31年ぶりである。また、2006年12月には前述の新保・万倍線と泉田・福富西3丁目線の中鉄バスから岡電バスへの運行移管に伴い、中鉄バスから中型路線バス（レインボーRJ）4台が移籍した（現在は4台とも廃車）。
三菱製大型車両の車体メーカー選定はかなり特徴的で、かつては隣県の広島交通と同様に西日本車体工業（西工）製ボディ（42MC→B-I型・53MC→B-II型・58MC）を標準とした。しかし、一般路線車については1990年代中頃から三菱純正のエアロスターM仕様ボディに切り替えており、ほどなく後継のニューエアロスター仕様となって、現在に続いている（西工製ボディのB-II型(96MC)・ワンステップバスも2台だけ導入されている）。一方、空港リムジン車両は両備バスからの移籍車をのぞいて西工製ボディ（C-I型・02MC）が標準であったが、2005年秋以降の三菱ふそうから西工への観光系シャーシの供給停止に伴い、2007年には三菱純正ボディの車両も導入され、2009年には尿素SCRシステム搭載の車両も導入された。

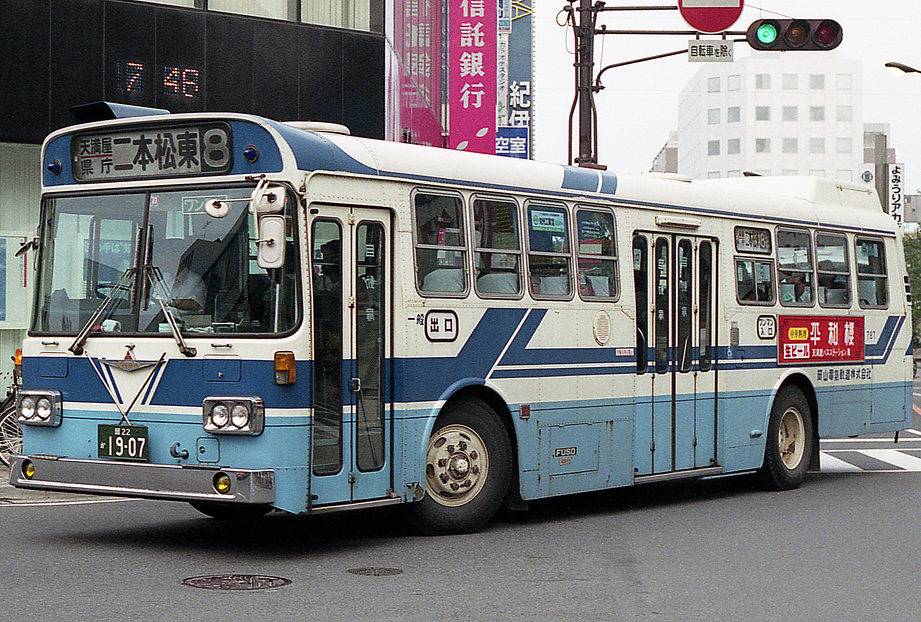
三菱ふそう K-MP518M 西工53MC
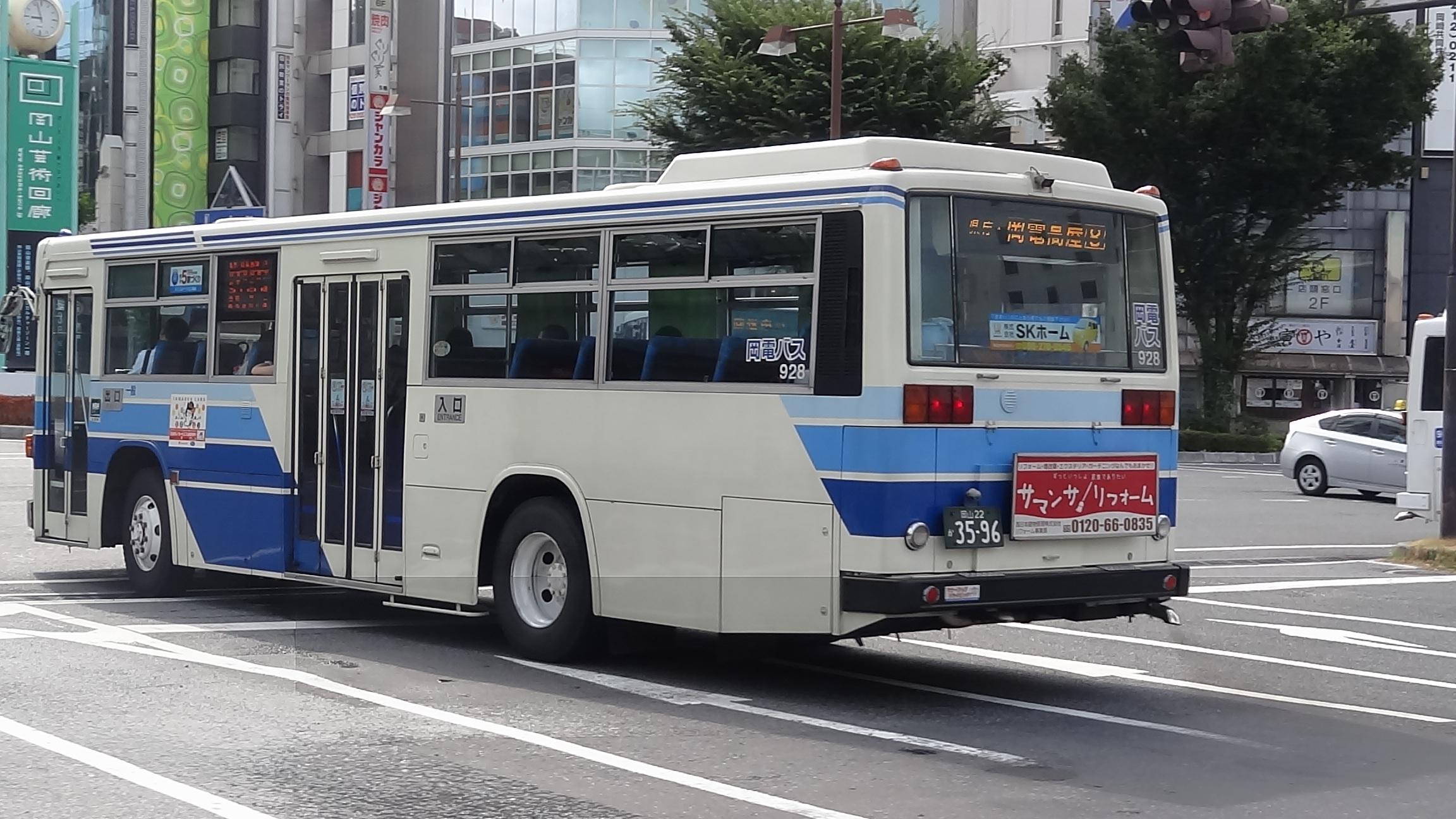
三菱ふそう U-MP618K 西工58MC（後部）
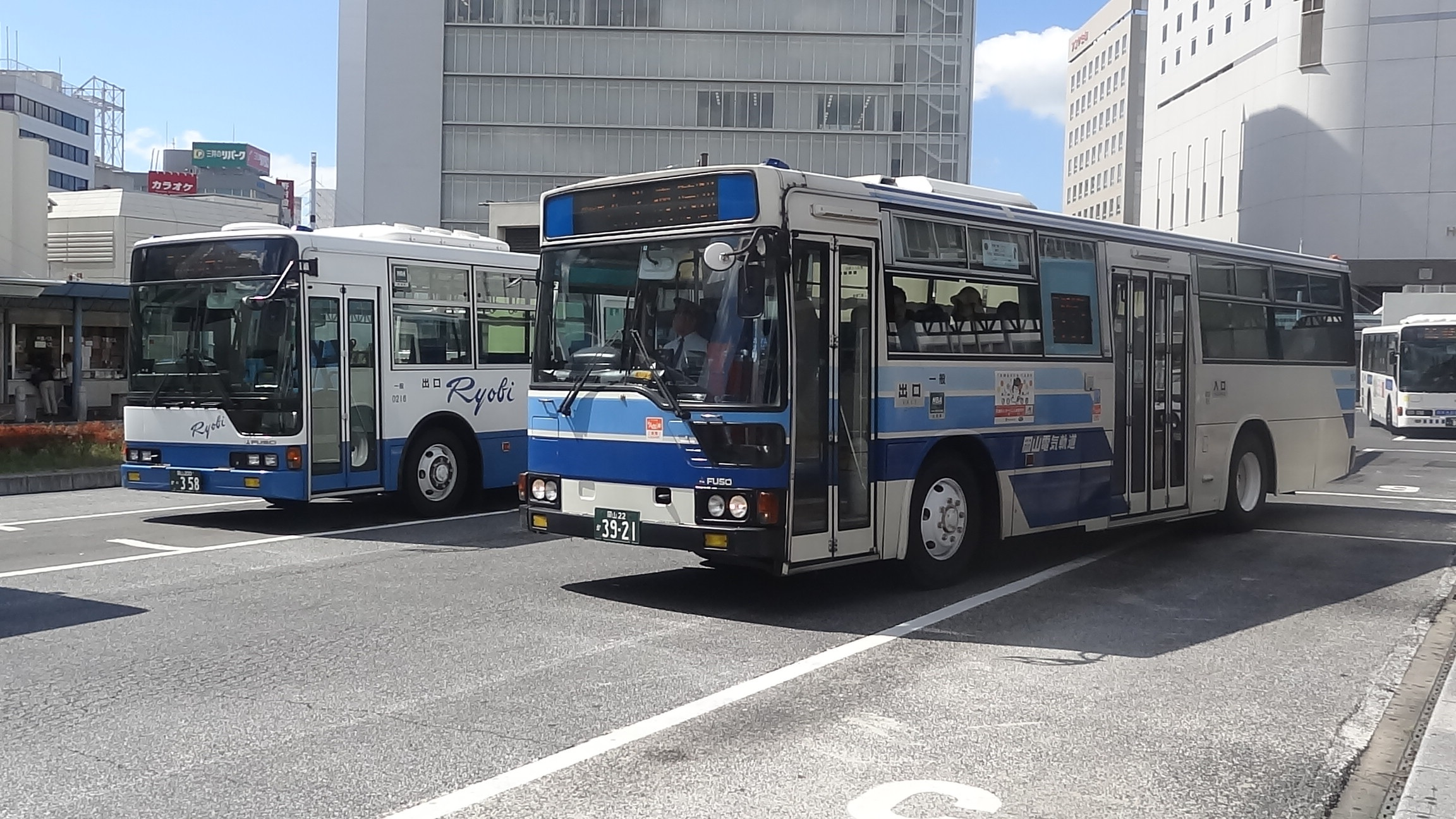
三菱ふそう U-MP618M MBM
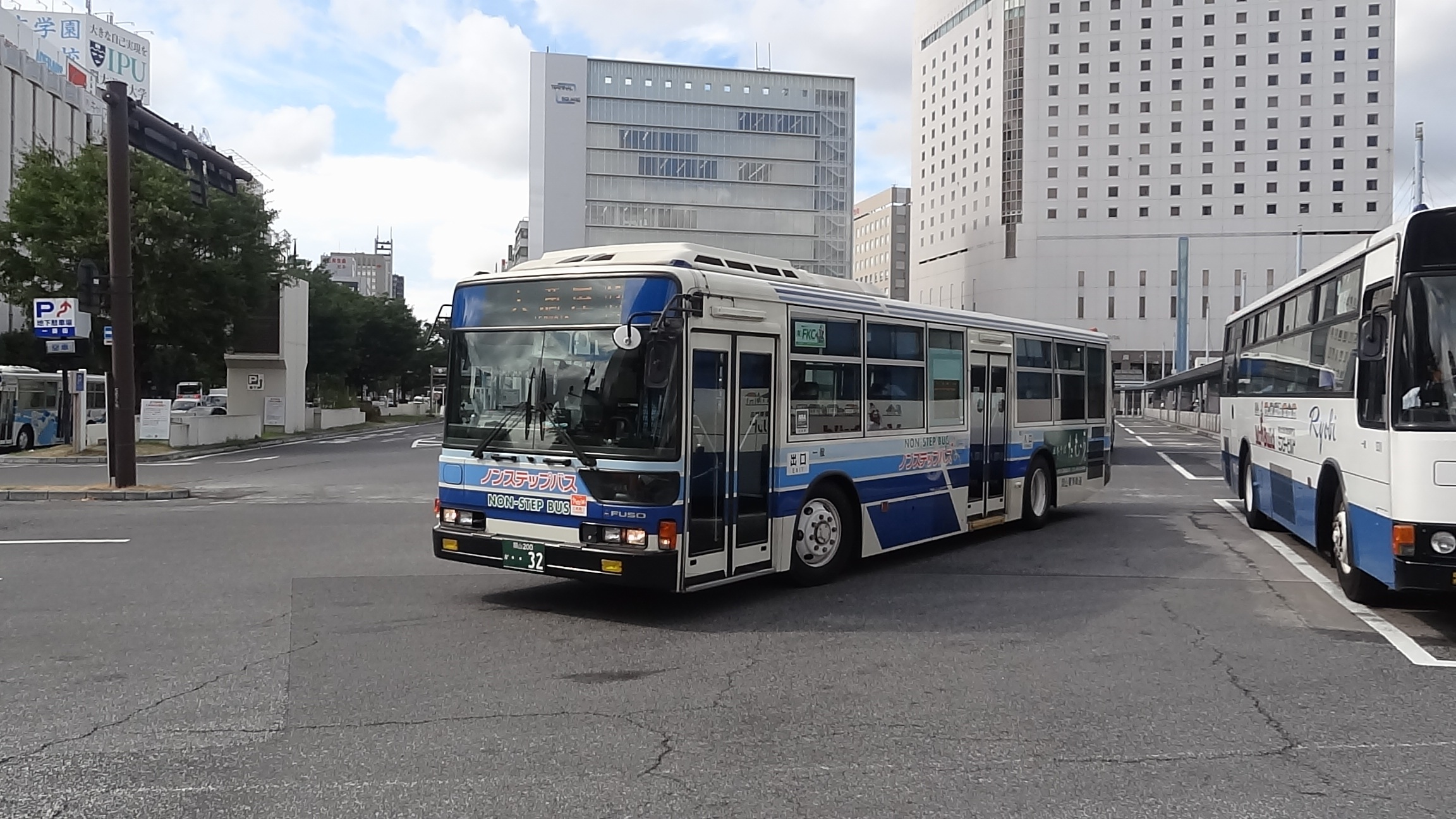
三菱ふそう KC-MP747M MBM ノンステップ車

### 車両番号
乗合車両には3桁の番号、またはアルファベット1文字と2桁の番号が付けられており、以下の法則に基づいている。なお、貸切車両は番号ではなく漢字1文字、もしくは漢字2文字を使用している。
例：890
| 8    | 90       |
| ---- | -------- |
| 用途 | 固有番号 |

- 用途（特記以外は三菱ふそう）
5〜9 …三菱ふそう乗合（2015年以降に導入した車両は大型のみ）
A …空港リムジン
E …高速（現在は存在せず、同じ両備グループの両備ホールディングス（両備バス）に移籍し、岡電E01〜E03→両備0891〜0893に改番）
H-（ハイフン付き） …日野乗合（中鉄バスからの移籍車両、現在は存在せず）
S …三菱ふそう中型・小型乗合（2015年以降に導入）
T …特定（スクールバス）
- 固有番号
用途ごとの連番

なお、三菱ふそう乗合の場合、番号が999まで達したため、その次は500となった。
※2010年10月に両備バスから移管された桑野営業所の車両は、両備バス時代の車両番号をそのまま使用している。2011年6月以降、桑野営業所と岡南営業所の間で車両の移籍が度々行われているが、桑野 → 岡南へ移籍した車両は両備バス時代の車両番号から岡電の車両番号へ変更され、岡南 → 桑野へ移籍した車両は岡電の車両番号のまま移籍した。

## その他の事業
たまうどん（飲食業）
2022年9月23日開業。岡山電気軌道の新規事業として、両備グループが開発を進める複合型施設杜の街グレース内のフードホールにて、子会社の和歌山電鐵の駅長たまの名を冠したうどん屋「たまうどん」の営業を開始。また店のロゴや制服は同施設の総合デザインも監修した両備グループデザイン顧問でもある水戸岡鋭治が監修。将来的には和歌山での展開も視野に入れている。
京山ロープウェー（索道）
1956年開業。岡山電気軌道が市内の京山に開業した「京山ロープウェー遊園」のアクセスとして設けられた（運営は岡山観光索道株式会社、のちに岡山電気軌道の直営となる）。全長はわずか160mで、日本では3番目に短いロープウェイとも言われる。夏のおばけ屋敷などで人気を博したがその後入場者の減少により1998年に閉園、ロープウェイも営業休止となった。
その後遊園地経営の「おもちゃ王国」が経営を引き継ぎ、1999年より「岡山スカイガーデン」として営業を再開、ロープウェイも営業を再開した（岡山電気軌道は撤退）。運行は10分間隔で、乗車券は岡山電気軌道の時代からロープウェイ単独での購入はできず、往復運賃と遊園地の入園料がセットとなっていたが、2007年5月5日を最後に施設老朽化などを理由に閉園された。

## 事業撤退が表明された鉄道路線の運行支援
2003年3月に鉄道事業法が改正されて鉄道事業への参入・撤退・譲渡の規制が緩和されて以来、岡山電気軌道は、運行事業者が運営から撤退（廃止）することが表明された路線の運行支援に積極的に手を挙げている。
以下のいずれも沿線自治体が施設を保有する上下分離方式による公設民営が検討された路線で、岡山電気軌道が直接運営するのではなく、別途運営会社を設立し、岡山電気軌道は経営・運行ノウハウの提供を行う形での支援を表明している。
名古屋鉄道 岐阜市内線・揖斐線・美濃町線・田神線
最初に、2004年に名古屋鉄道（名鉄）が撤退を表明した上記600V線区の運行支援を申し出た。これを受け岐阜市は名鉄と資産譲渡交渉に臨んだが金額が折り合わず、また岐阜市長が財政難などを理由に存続断念を発表したことで支援は実現しなかった。4路線は2005年4月1日に全線廃止された。
日立電鉄 日立電鉄線
2004年に廃止が表明されたことで同線沿線都市の常陸太田市が後継事業者を募集。これに応募を検討したが、施設・事業の全面譲渡を考えていた常陸太田市とは条件が合わず断念。日立電鉄線は2005年4月1日に廃止された。
なお茨城県では、鹿島鉄道（鉾田線）や茨城交通（湊線）の廃止発表後に引き継ぎの支援協力先として、この時点で次項の貴志川線の運営を南海から引き継いだ実績を作った岡電の名前が挙がったことがある（前者は2007年3月限りで廃止、後者は2008年4月よりひたちなか市と茨交合弁の「ひたちなか海浜鉄道」に移管）。
南海電気鉄道 貴志川線
続いて、利用者の伸び悩みから2004年8月に南海電気鉄道が2005年9月末を以って撤退することを表明し、鉄道事業廃止届出書が提出された貴志川線について、和歌山市と貴志川町（現・紀の川市）が公募していた事業引き継ぎ先に応募。2005年4月28日、9つの企業・個人の中から岡山電気軌道が選ばれ、事業を引き継ぐことが発表された。事業参入・撤退・譲渡の規制緩和以来、公募による事業引き継ぎは初めてのことである。
運行開始は2006年4月1日からと計画された。しかしそれでは一旦廃止されてしまい、改めて鉄道事業許可を受ける必要が生じる。そのため、和歌山市などが南海電気鉄道に撤退期限の延長を求め、南海電気鉄道がこれに応じたため、岡山電気軌道が和歌山市に2005年6月27日に設立した新会社「和歌山電鐵」のもとで、2006年4月1日から運行が開始されている。
北海道ちほく高原鉄道 ふるさと銀河線
経営が苦しく廃線の方針を打ち出した第三セクター鉄道の北海道ちほく高原鉄道に対し、廃線に反対する住民団体の求めに応じる形で2005年に経営引き受け等の協力を申し入れた。また、地元紙に申入書の内容が意見広告として掲載された。しかし、地元自治体の負担を協力条件の一つにしていたため、北海道ちほく高原鉄道の株主でもある地元自治体から賛意は得られず2006年4月21日に廃線となった。

## 電気事業（廃止）
岡山市内の電気事業は1894年の岡山電燈を嚆矢とし、電気事業を独占していたが供給量が不足かつ高料金であるという問題があった。岡山電気軌道は会社設立後電燈電力供給事業の兼営を申請し、1913年11月兼営許可書が下付されると。1914年8月より営業を開始した。この事業は拡大し一時は電車運輸収入を上回るほどであった。しかし備作電気と岡山水力電気が設立されることになり、過当競争による値下げ合戦をしいられることになった。このため岡山電気軌道は電車事業が好調であったことから電燈電力供給事業を譲渡することに決定し1926年7月に中国合同電気に譲渡されることになった。

## 関連会社
- 両備ホールディングス（両備バス）
  - 東備バス
  - 中国バス
  - 津エアポートライン
  - 国際フェリー
- 和歌山電鐵
- 岡山交通
- 岡山タクシー
- 岡山三菱ふそう自動車販売
- 両備エネシス
- サルボ両備
- 両備システムズ